# Biserica de lemn din Răstolțu Deșert

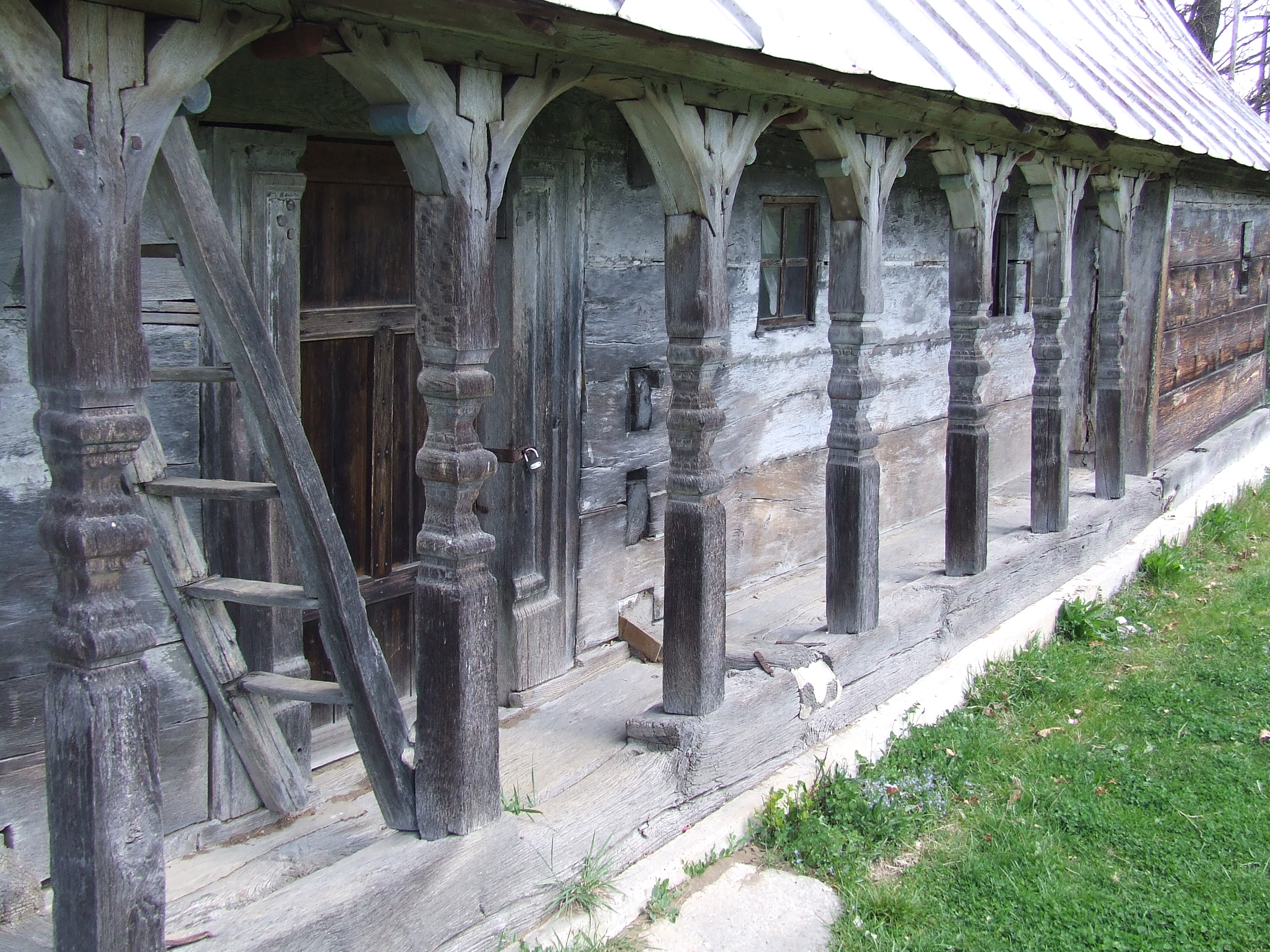
rispa bisericii de lemn din Răstolțu Deșert, 2008

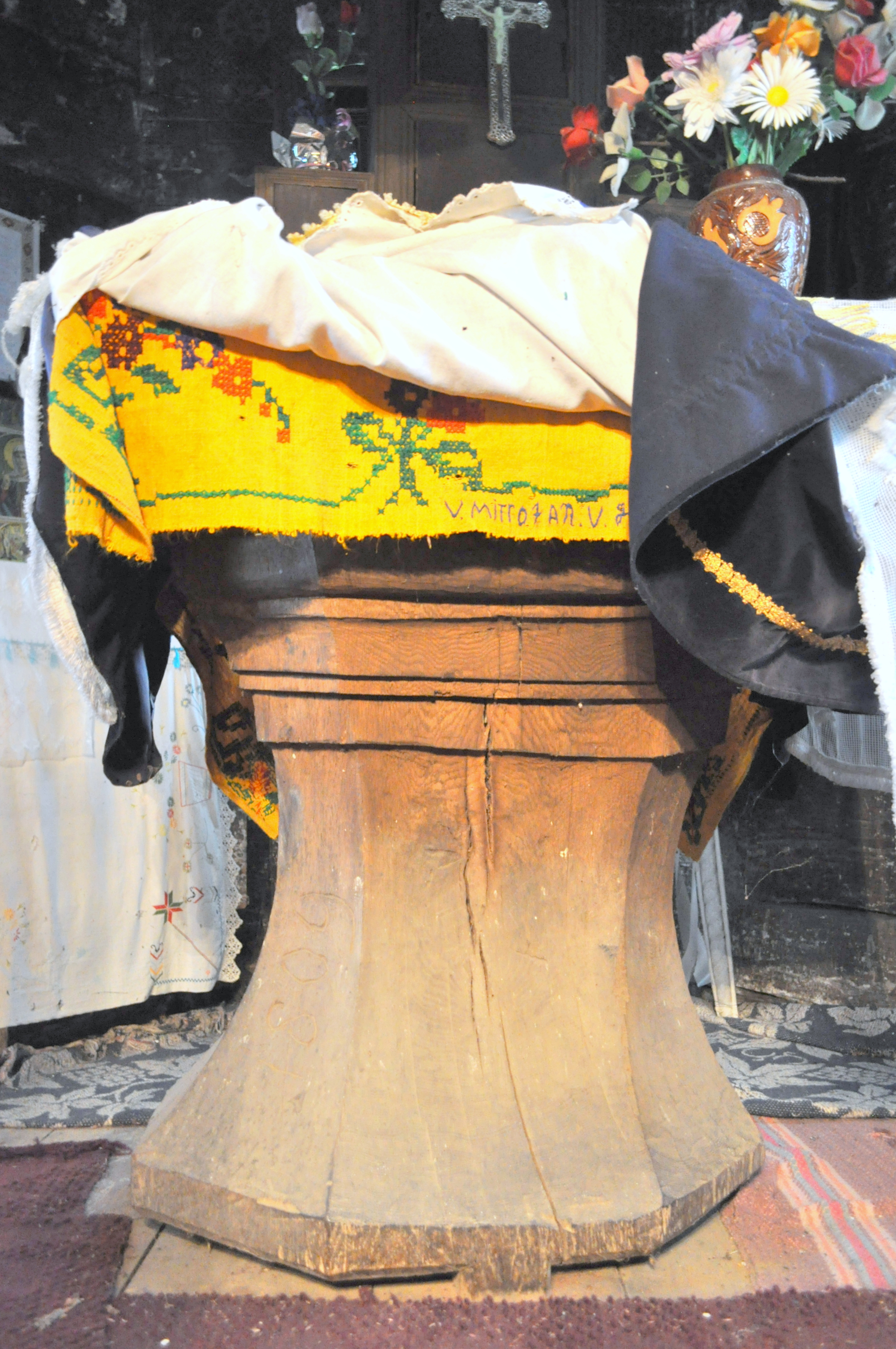
Piciorul mesei altarului

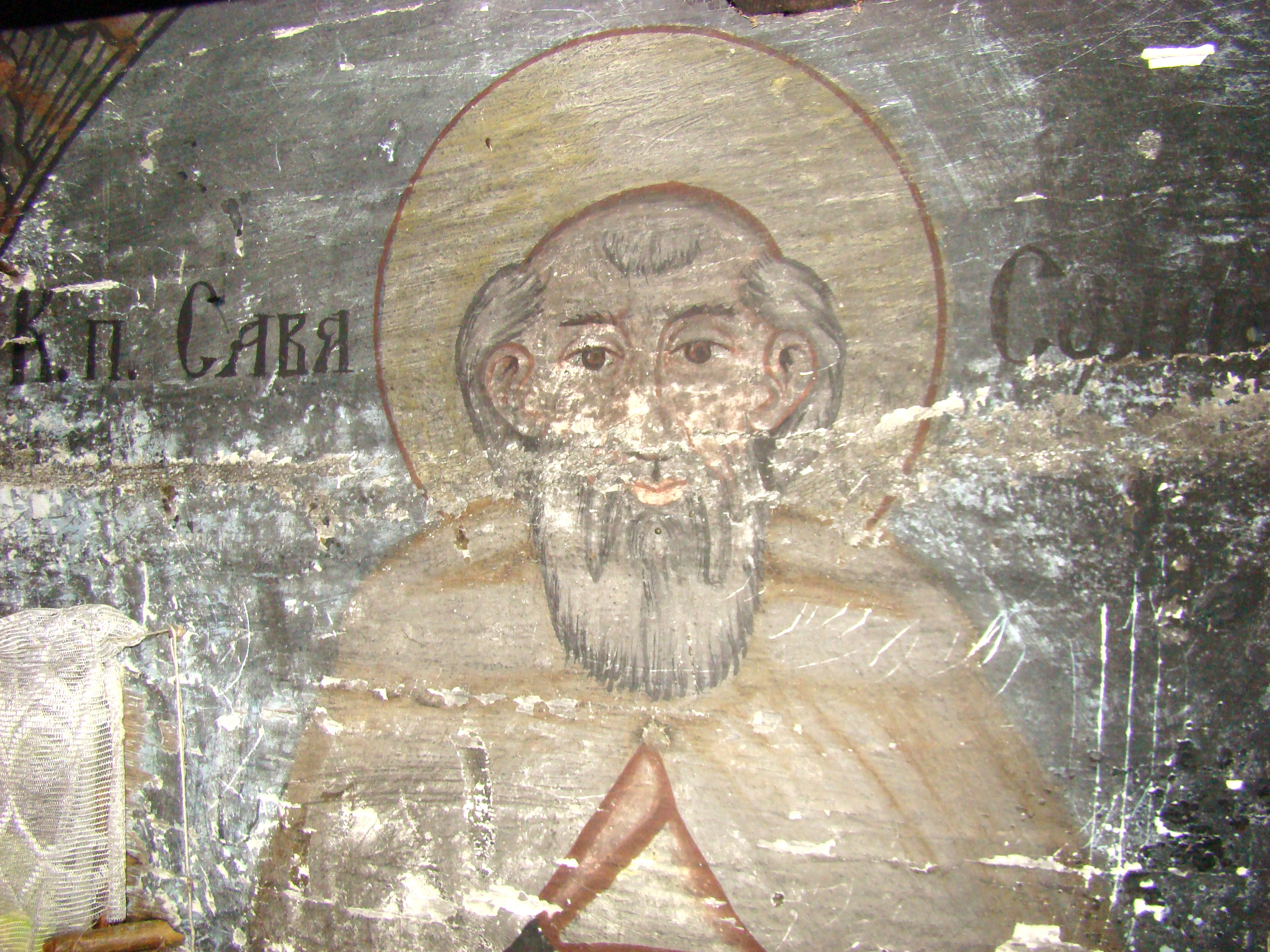
Sfântul Sava cel Sfințit

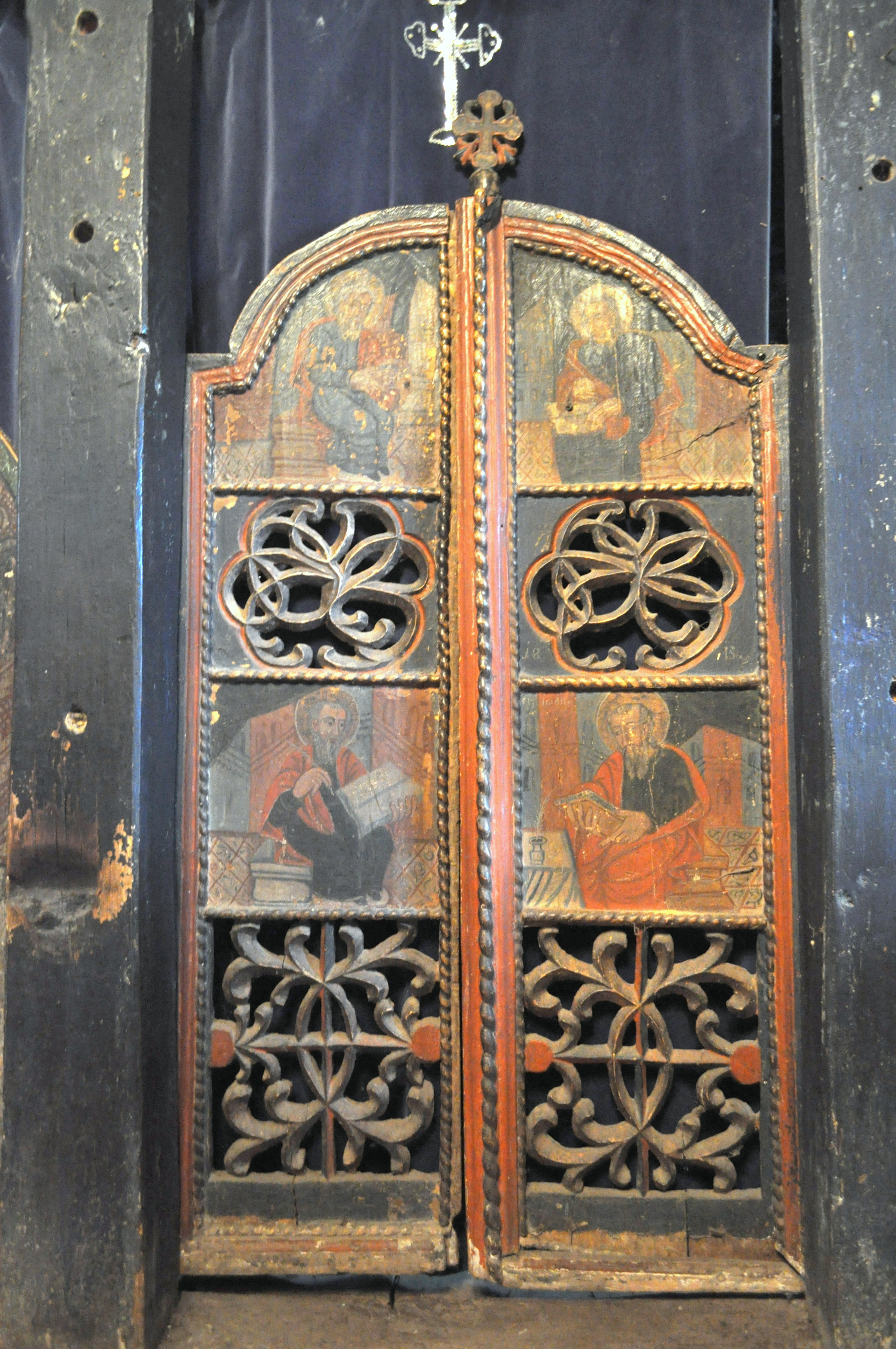
Ușile împărătești: Evangheliștii

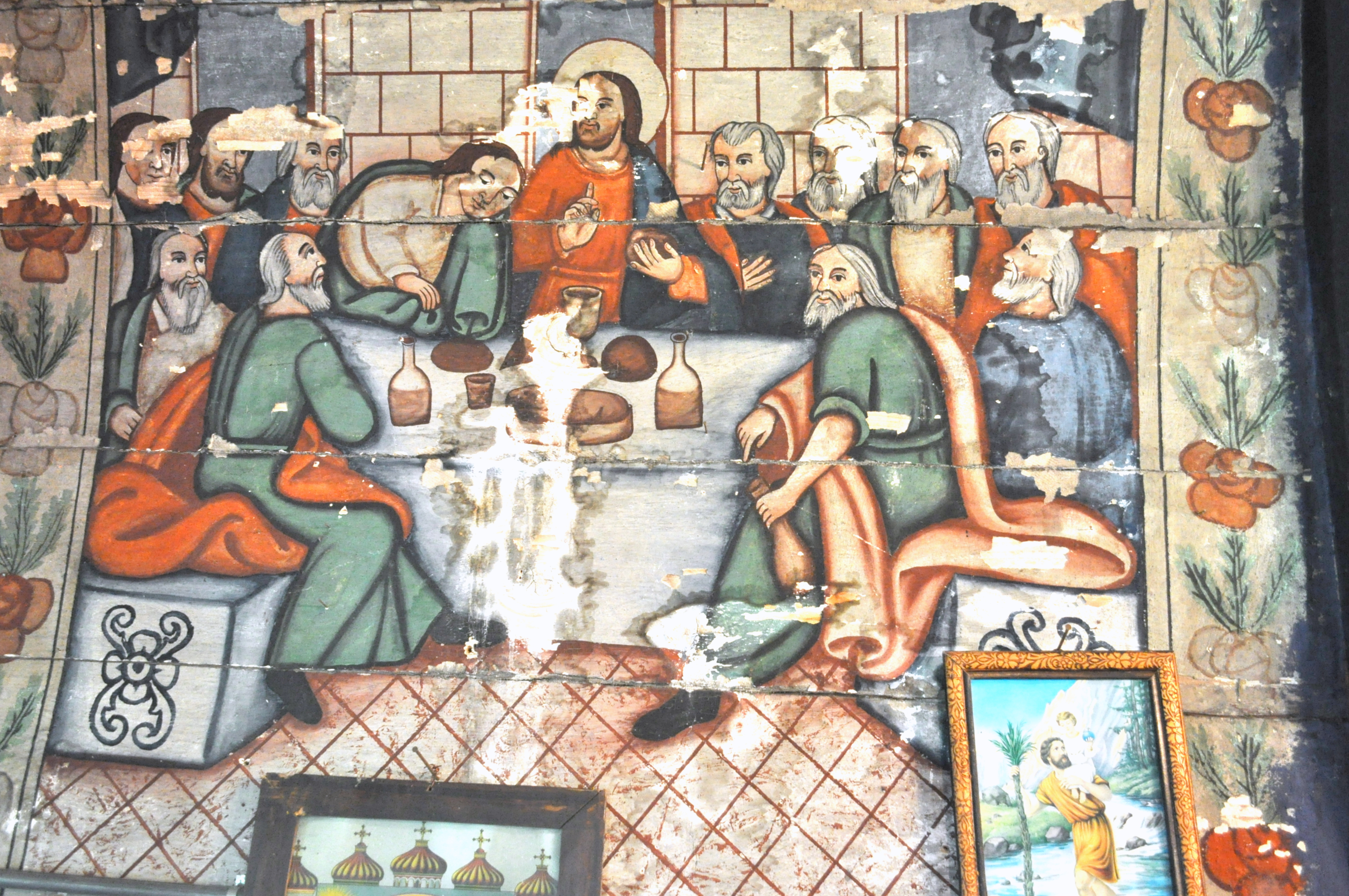
Bolta naosului: Cina cea de Taină

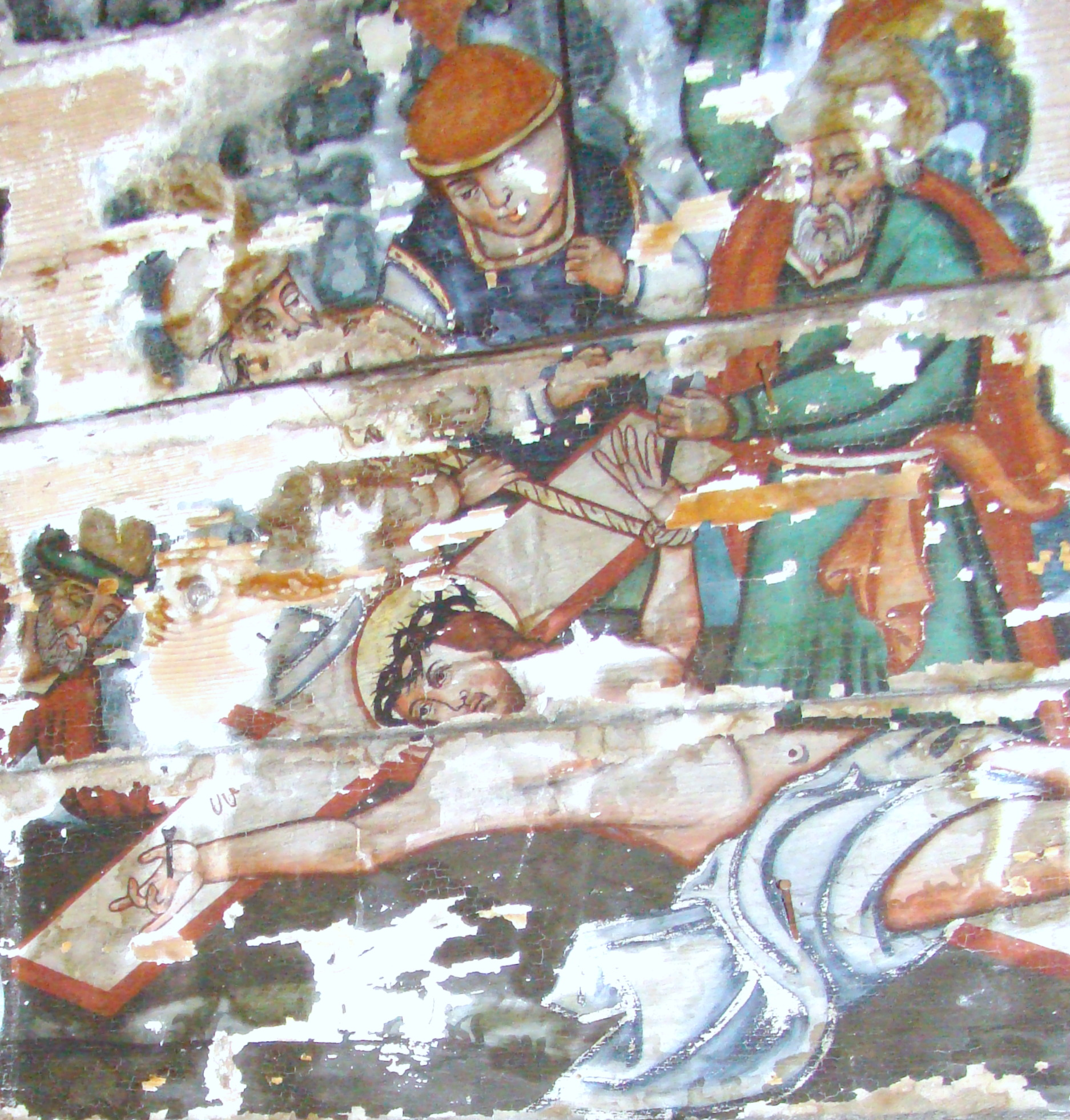
Bolta naosului: Punerea pe cruce (detaliu)

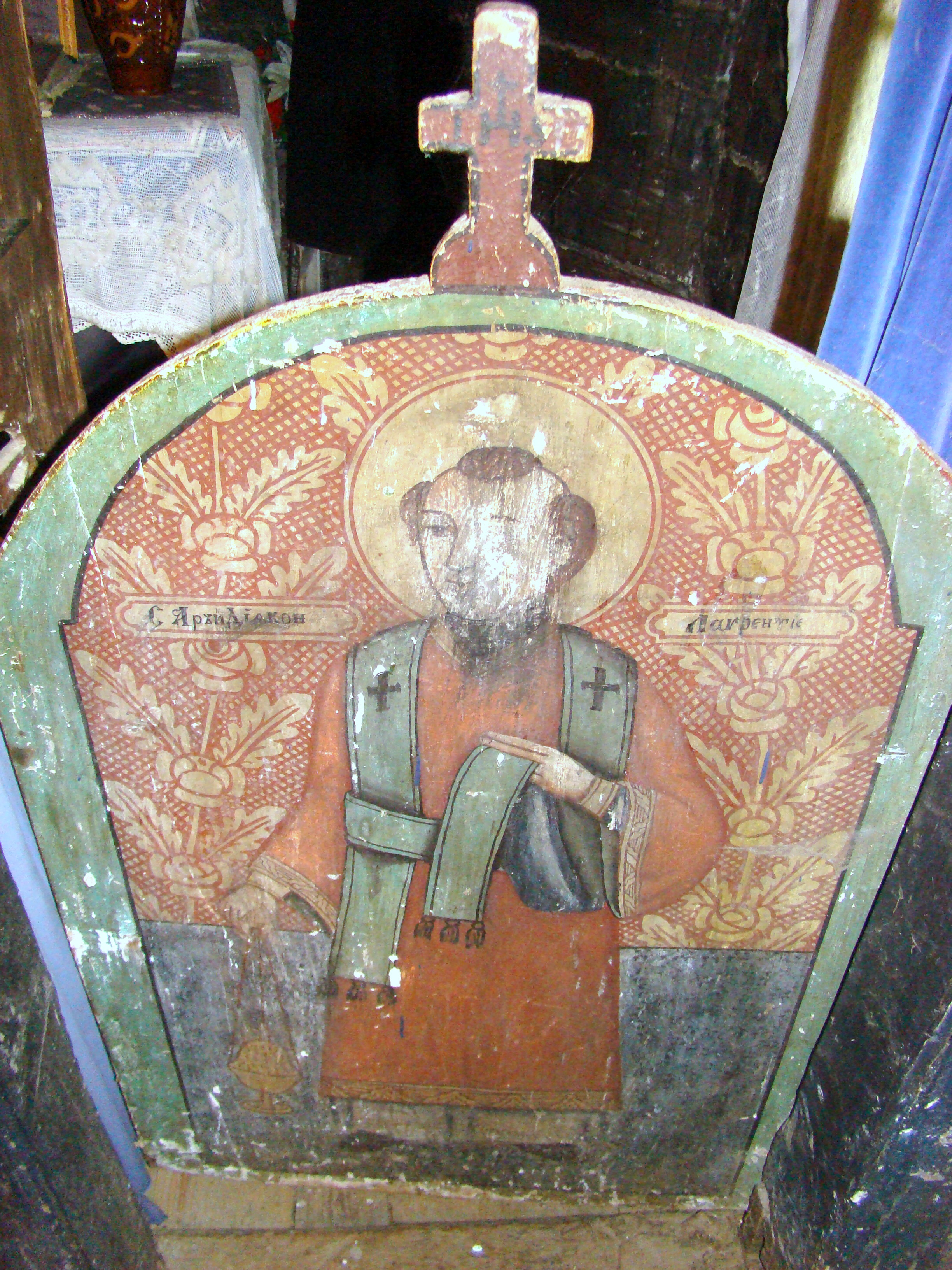
Ușă diaconească

Biserica de lemn din Răstolțu Deșert se află în localitatea omonimă din județul Sălaj și a fost ridicată în pragul secolului al XIX-lea, fiind antedatată de pictura murală de la 1810. Biserica se află pe noua listă a monumentelor istorice sub codul LMI:  SJ-II-m-B-05103.

## Istoric și trăsături
Localitatea Răstolțu Deșert, ce face parte din comuna sălăjeană Agrij, este mentionată documentar pentru prima dată în anul 1600, sub numele Also Rajtocz. Biserica de lemn din Răstolțu Deșert a fost ridicată la începutul secolului XIX-lea. Inițial de dimensiuni mai mult decât modeste, biserica a fost extinsă în anul 1848. Are absida altarului poligonală, decroșată, cu cinci laturi, turnul impunător, cu fleșă zveltă, ascuțită. Se mai remarcă pridvorul de pe latura sudică, susținut de stâlpi din lemn bogat ornamentați. În anii 60 ai secolului trecut, acoperișul original din șiță a fost schimbat cu unul din tablă. Deși inestetică, ea a contribuit la păstrarea, măcar în parte, a picturii murale, distrusă la atâtea biserici de lemn din Sălaj datorită stării proaste a acoperișului. Pictura a fost realizată de cunoscutul zugrav itinerant de biserici Ioan Pop din Unguraș, cel care a mai pictat, tot pe valea râului Agrij, și alte biserici cum sunt Biserica din Păușa, Biserica din Bozna, Biserica din Chichișa și Biserica din Creaca. Anul realizării picturii murale este 1810, menționat în pisania păstrată fragmentar pe iconostas. Pictura s–a păstrat în altar (chipuri de prooroci, Sfinții Părinți), pe bolta naosului, acolo unde se afla inițial biserica bărbaților (teme din ciclul hristologic: Punerea pe cruce, Cina cea de Taină, Evangheliștii) și în pronaos (Pilda celor 10 fecioare). Odată cu construirea, la mică distanță, mai la vale, a bisericii noi de zid cu hramul „Pogorârea Sfântului Duh”, această bijuterie sălăjeană a fost dată uitării. Starea actuală a bisericii necesită reparații și integrarea într-un proiect de restaurare. În acest sens, s-au făcut demersuri în 2021, pentru consolidarea fundației de piatră, înlocuirea pardoselii, diverse reparații și protejarea elementelor de lemn, iar în 2023 pentru conservarea și restaurarea picturii murale a bisericii, cu susținere financiară din partea Consiliului Județean Sălaj.

## Imagini din exterior

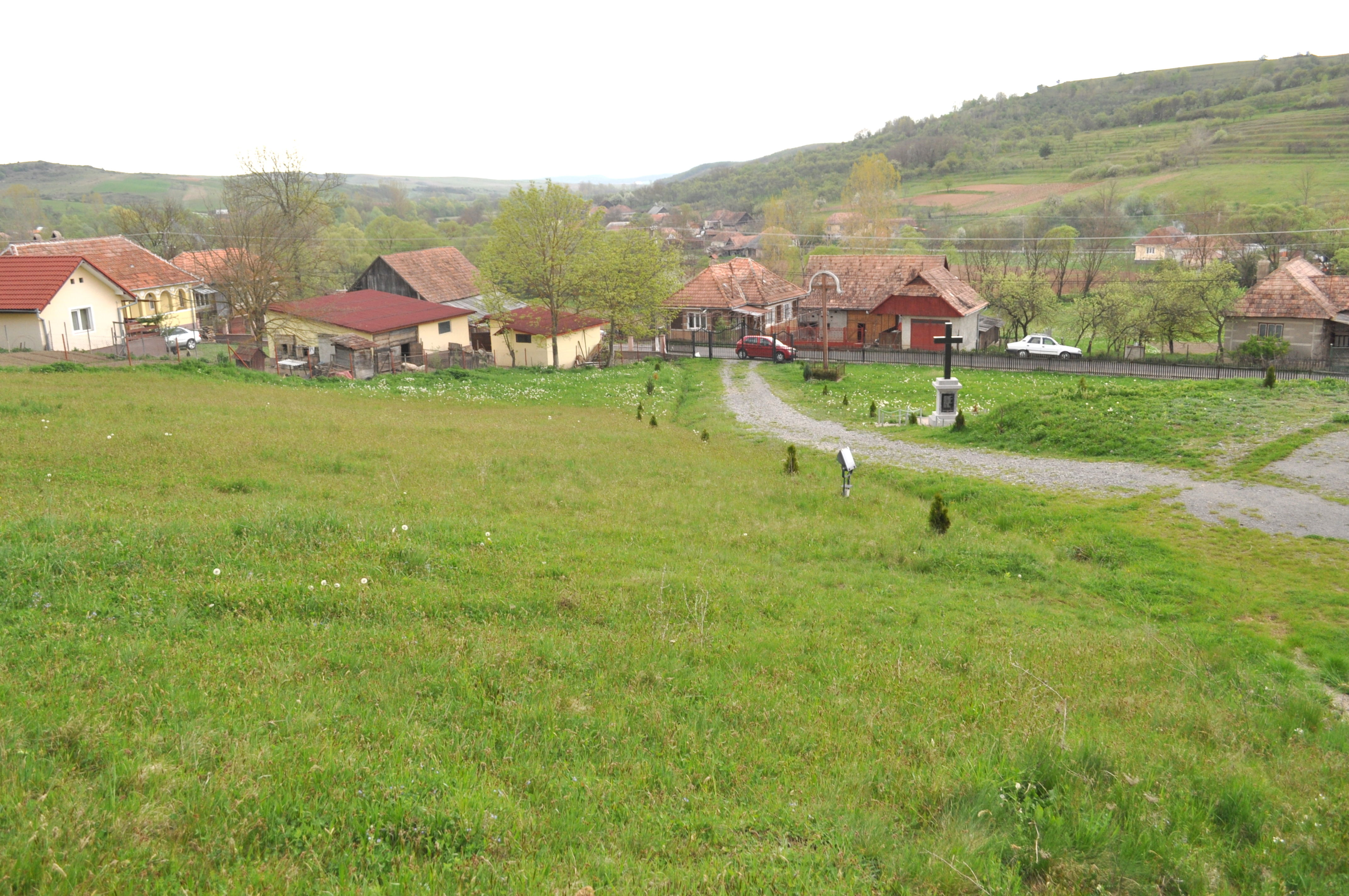
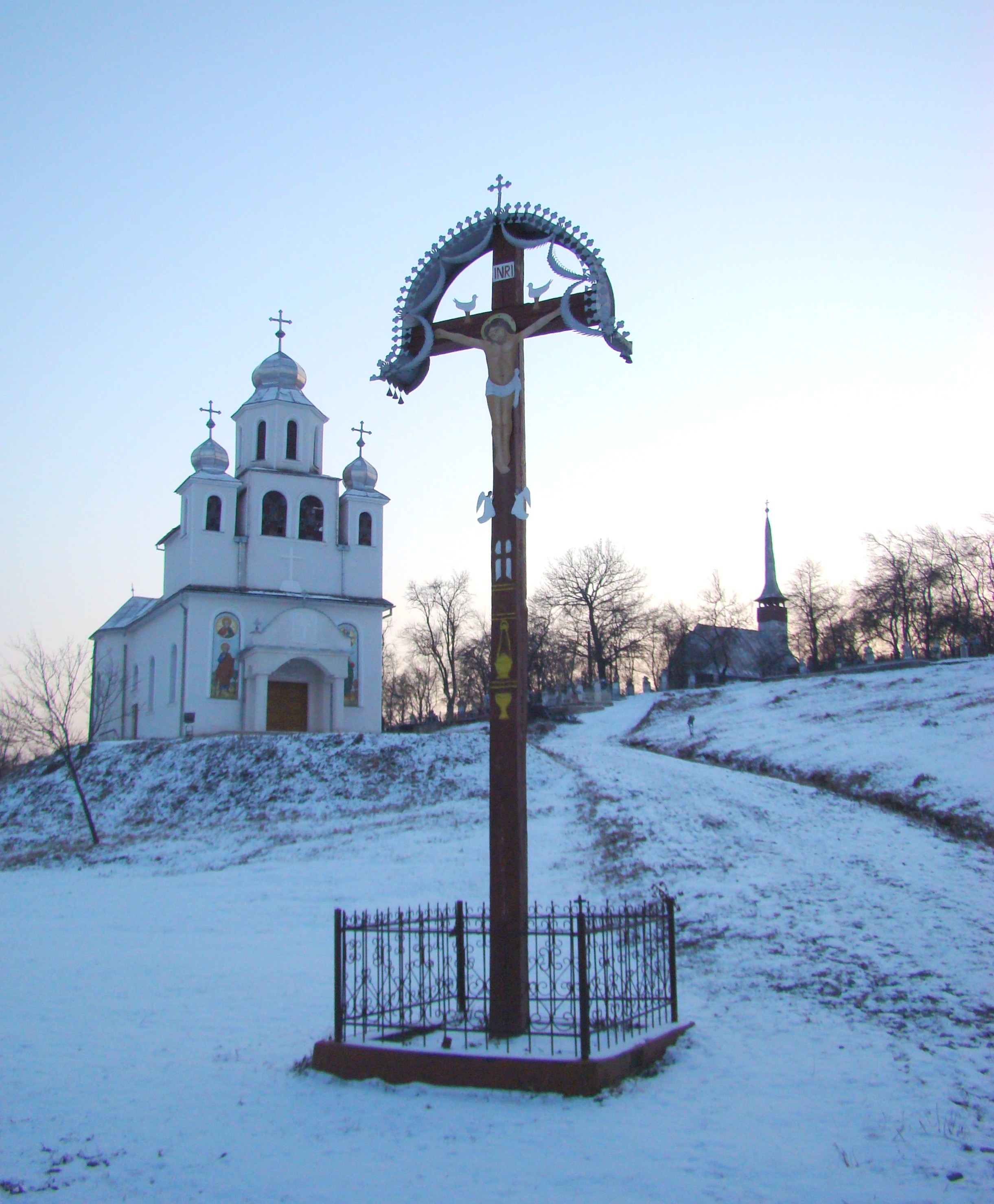
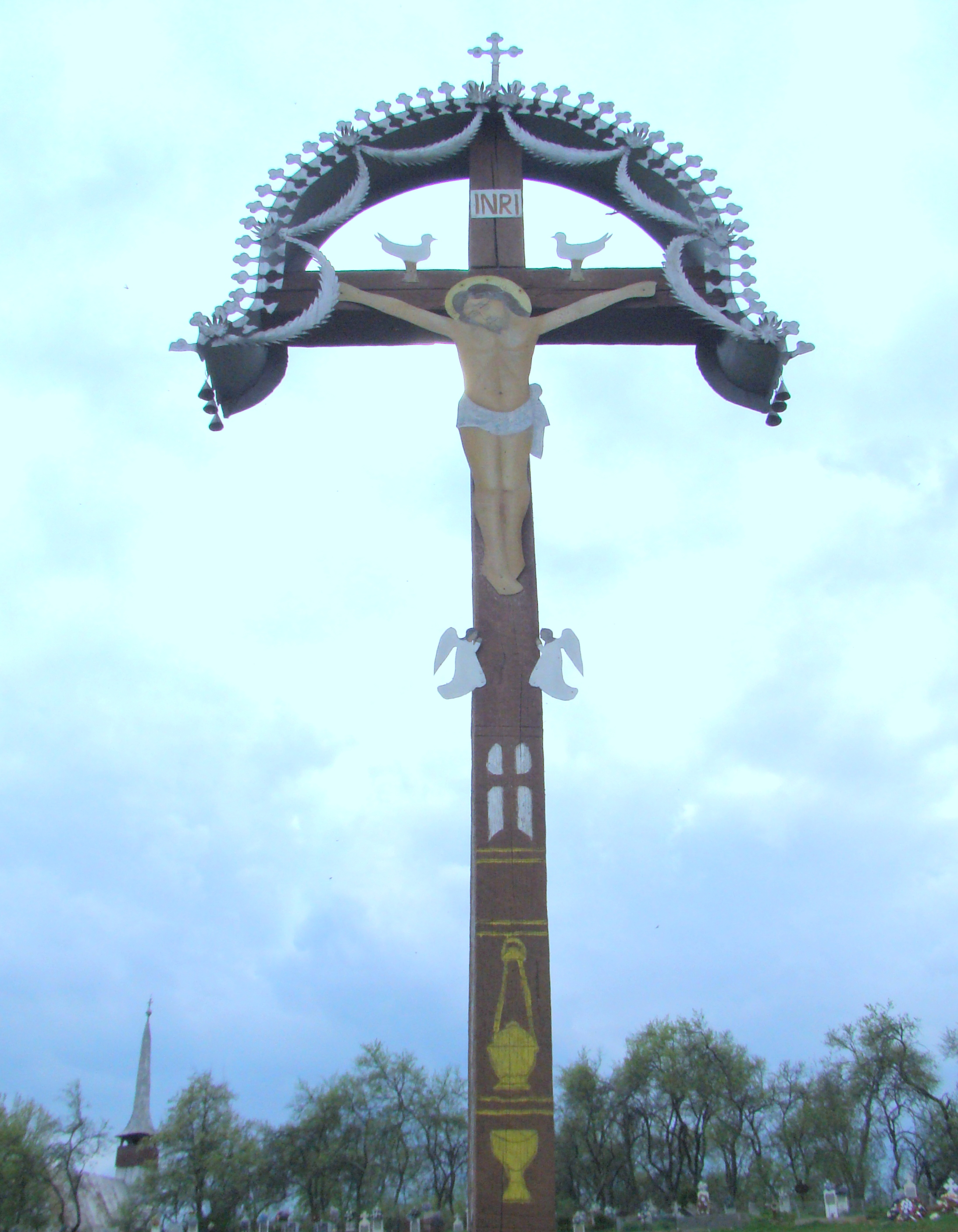
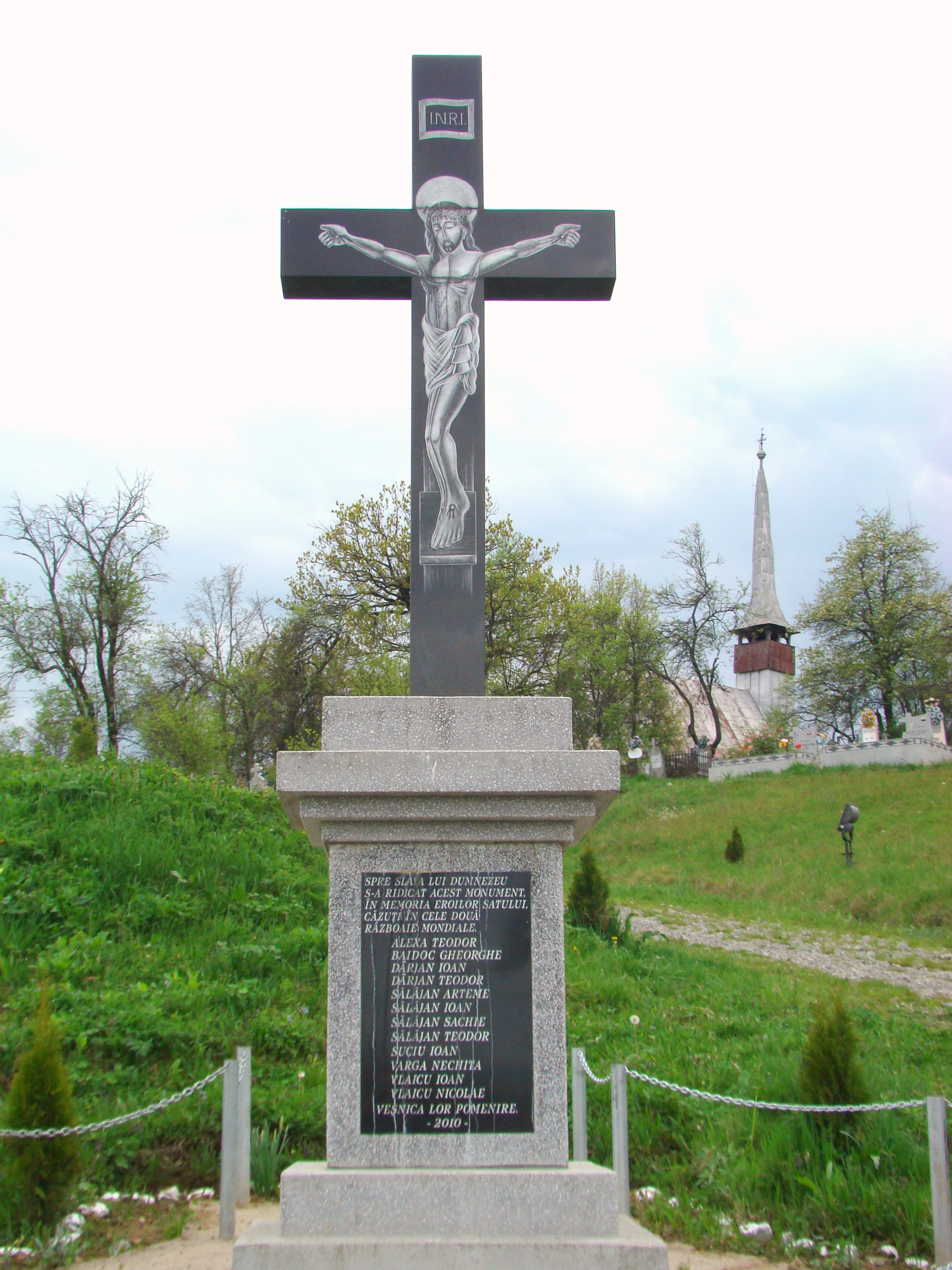
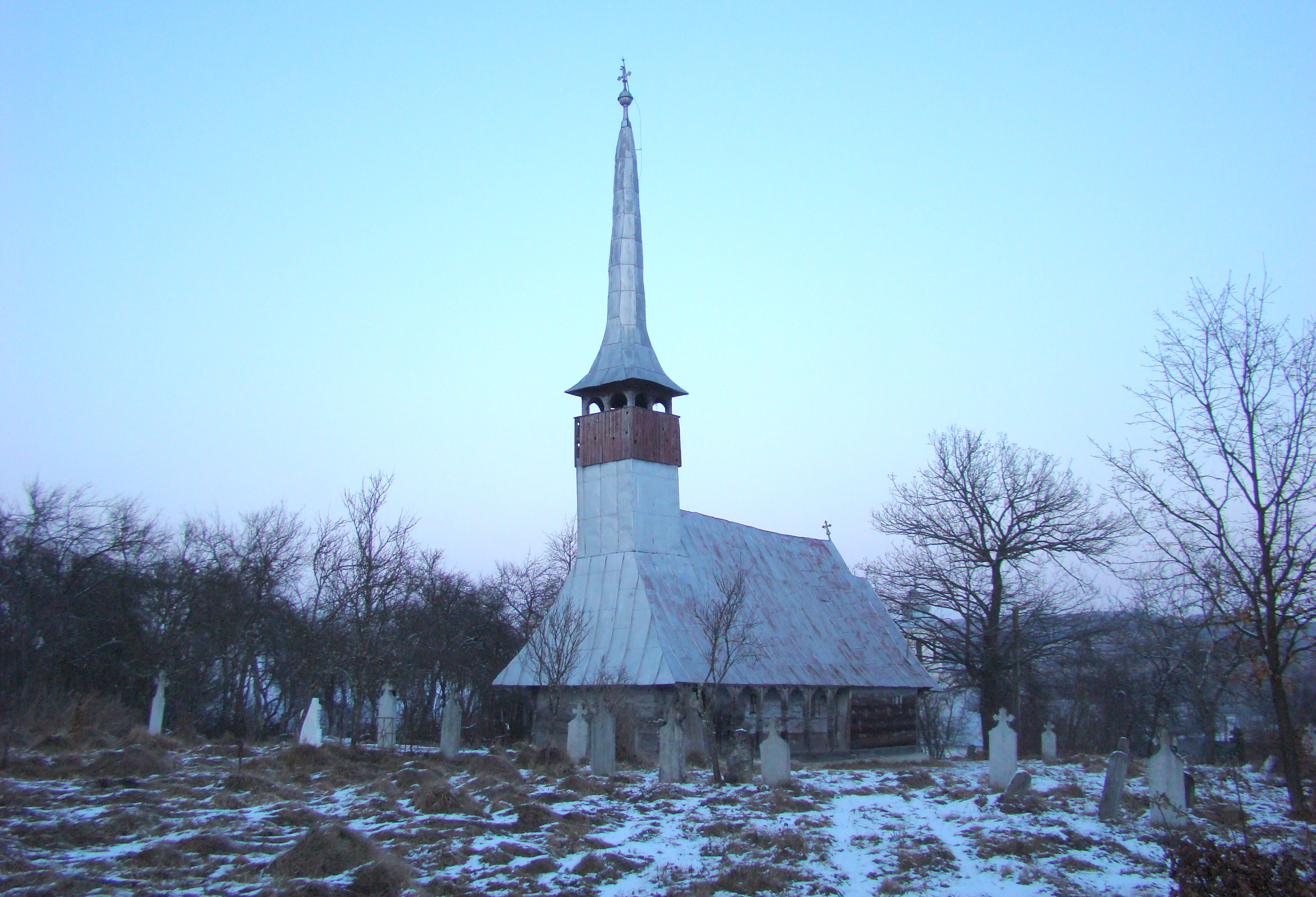
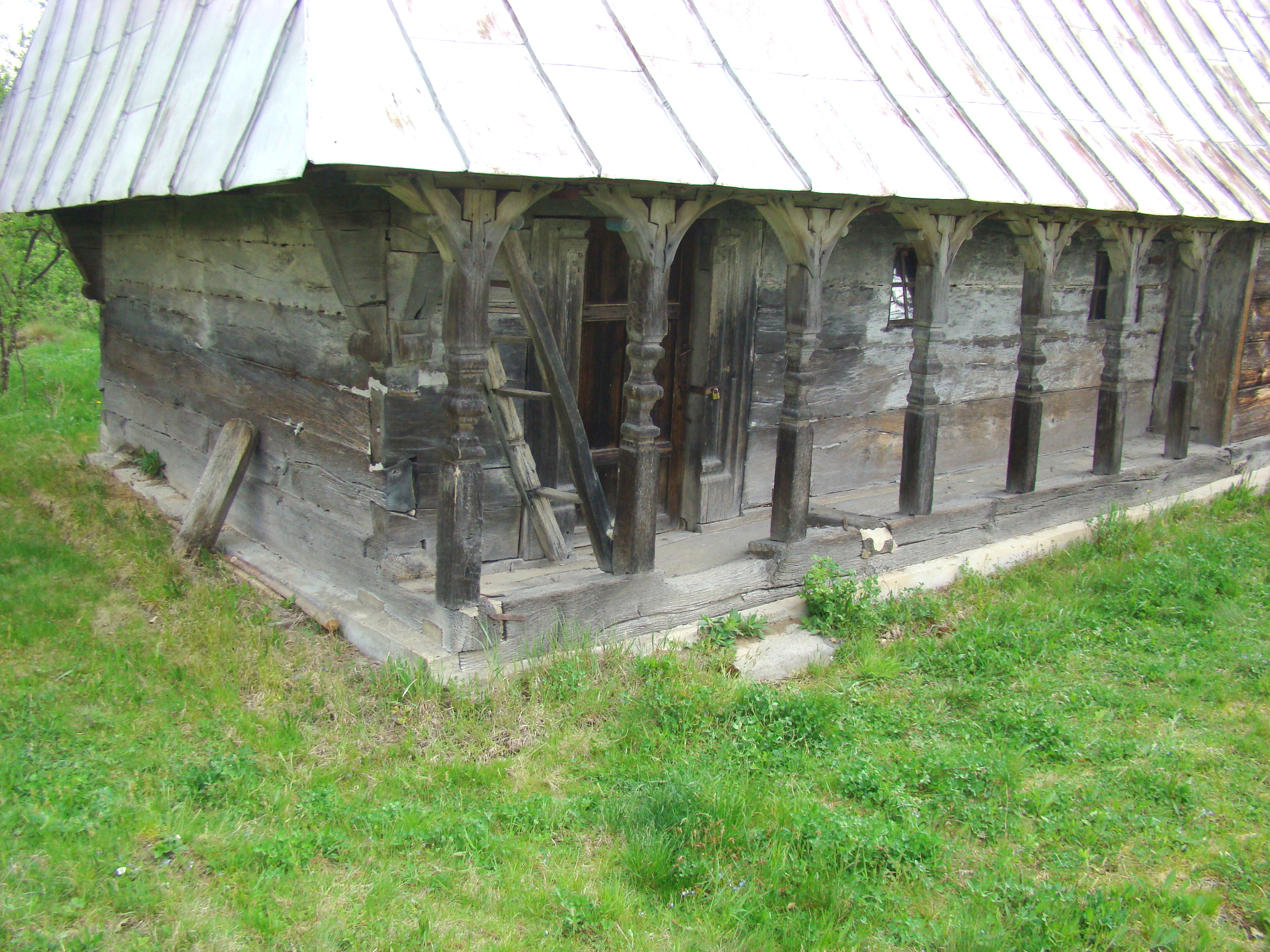
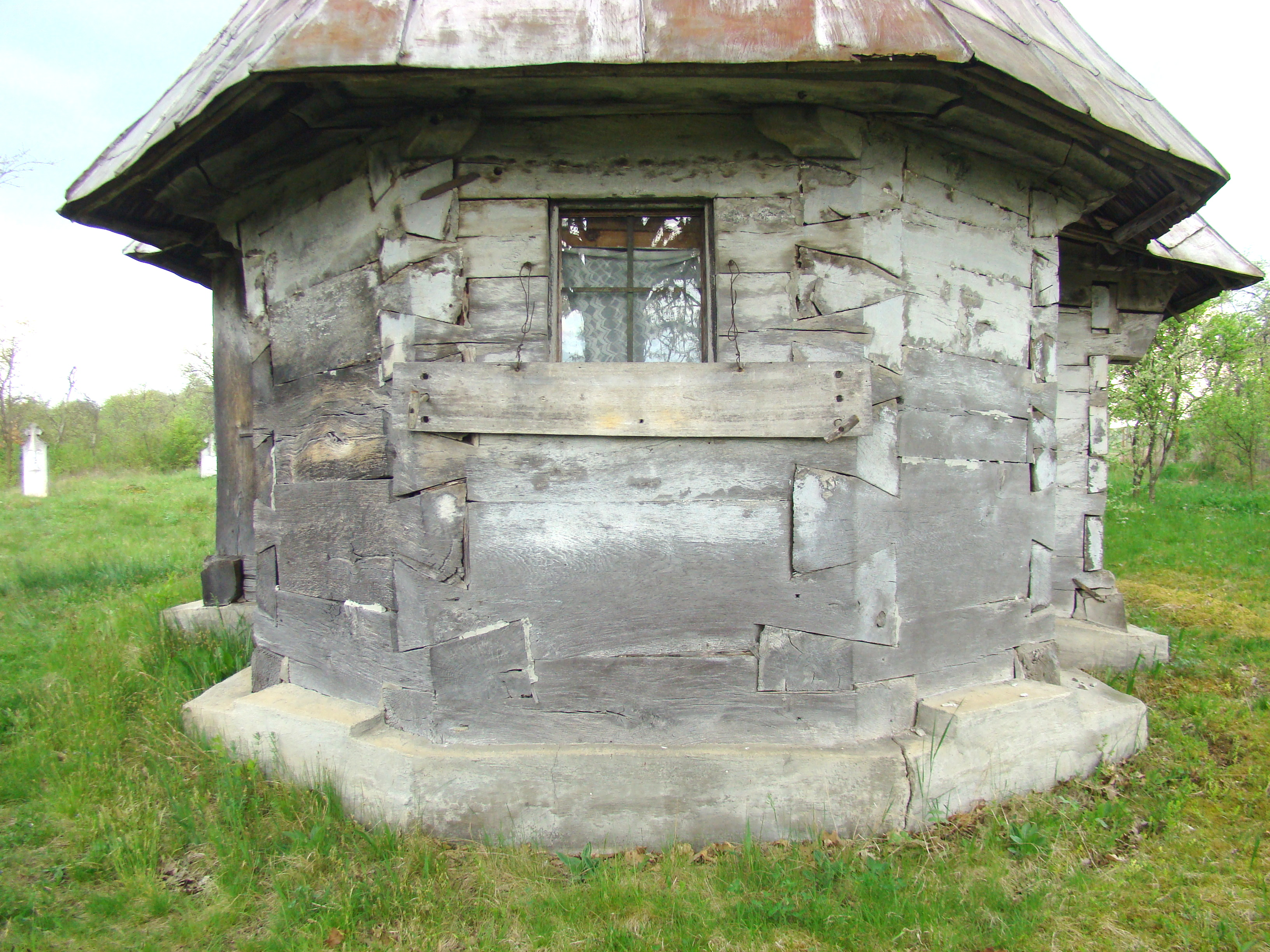
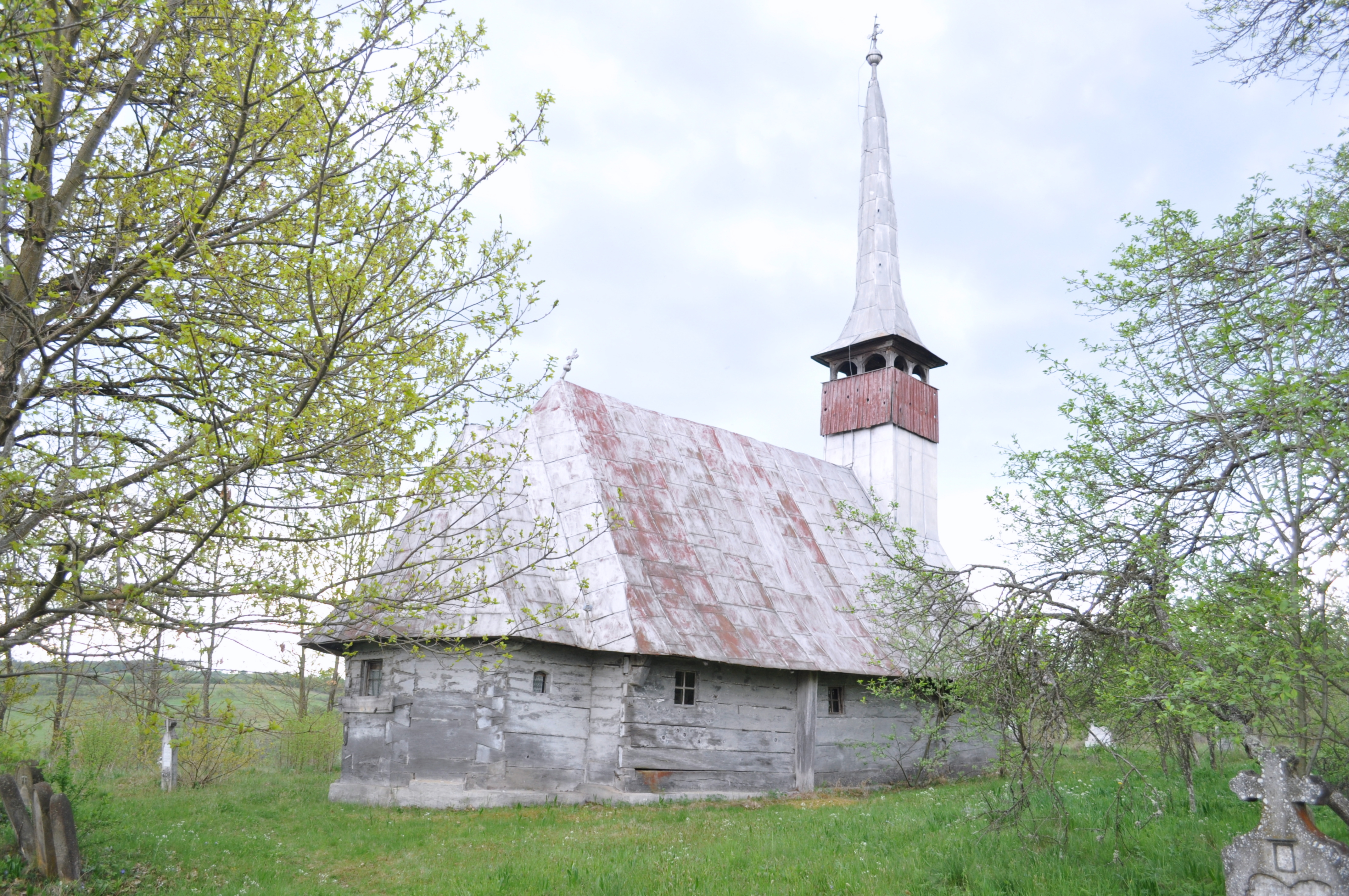
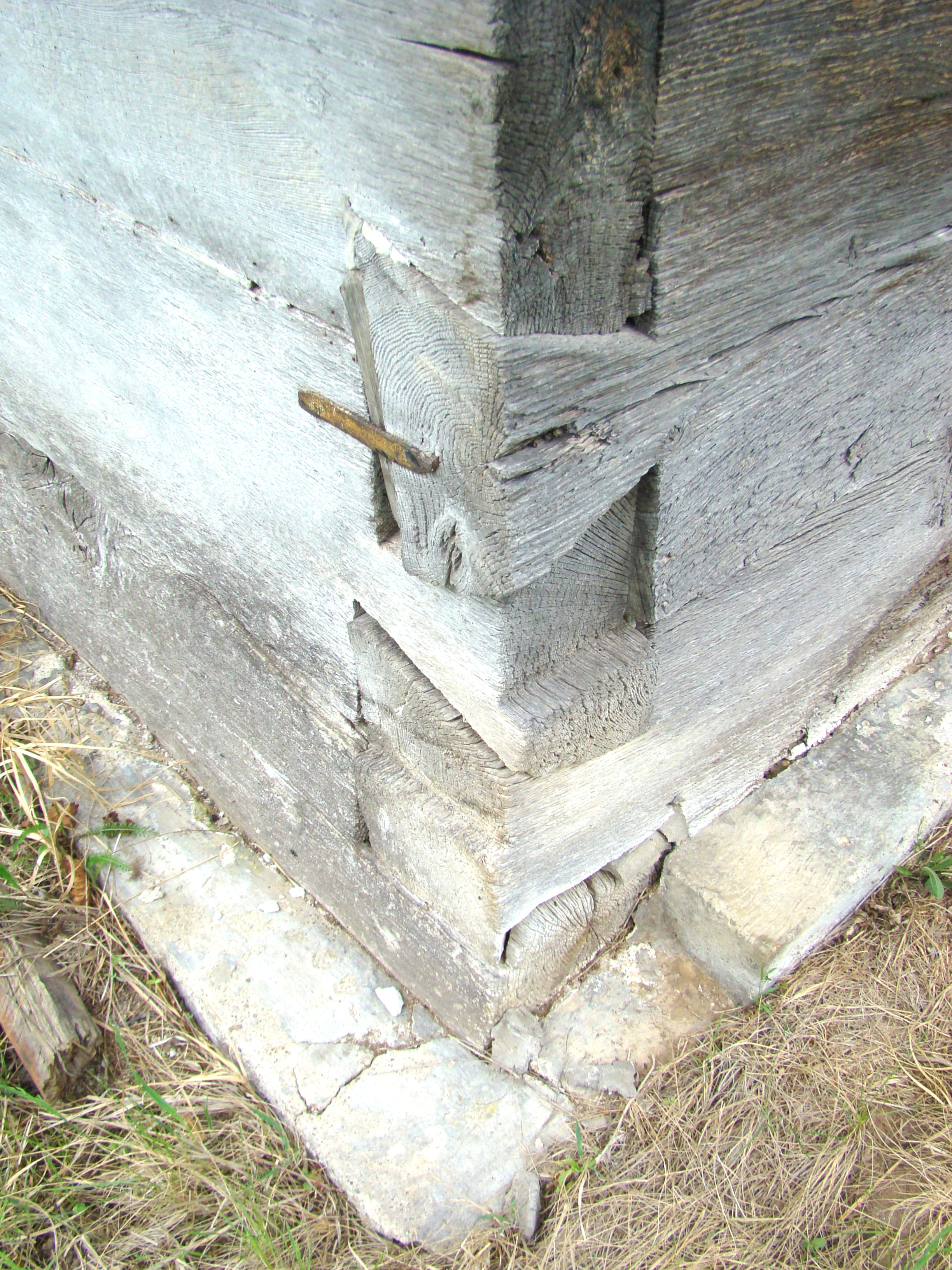
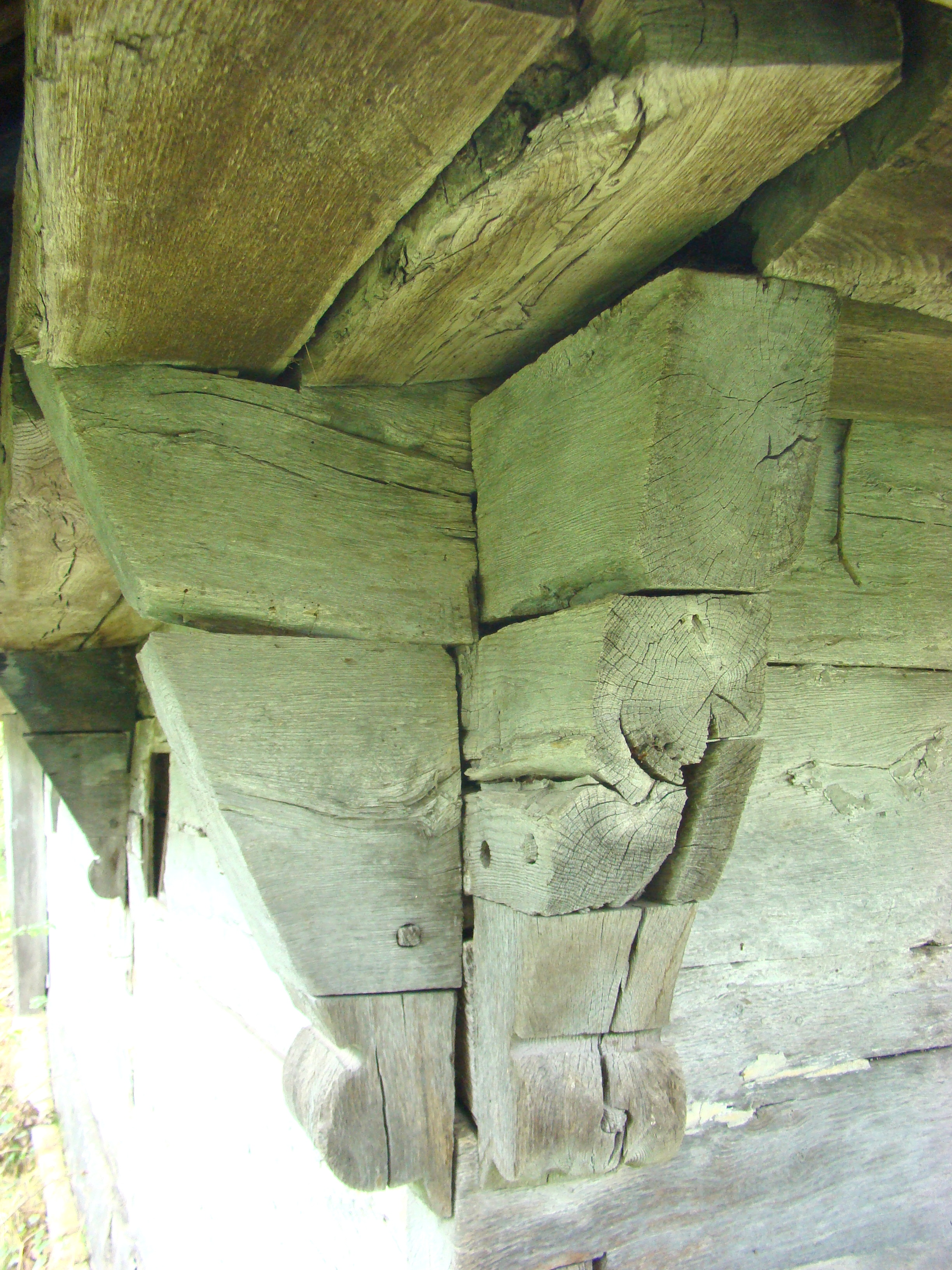
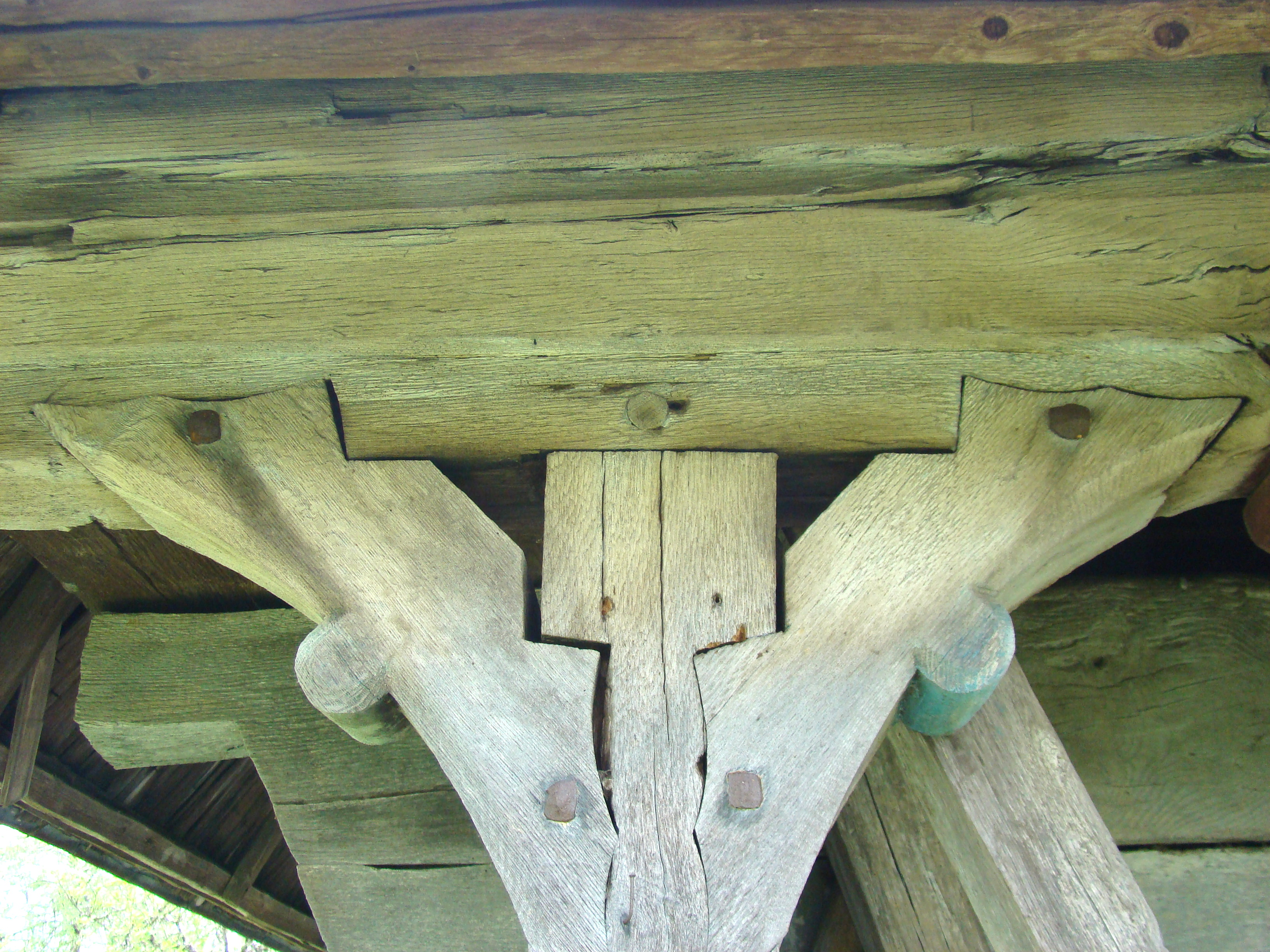
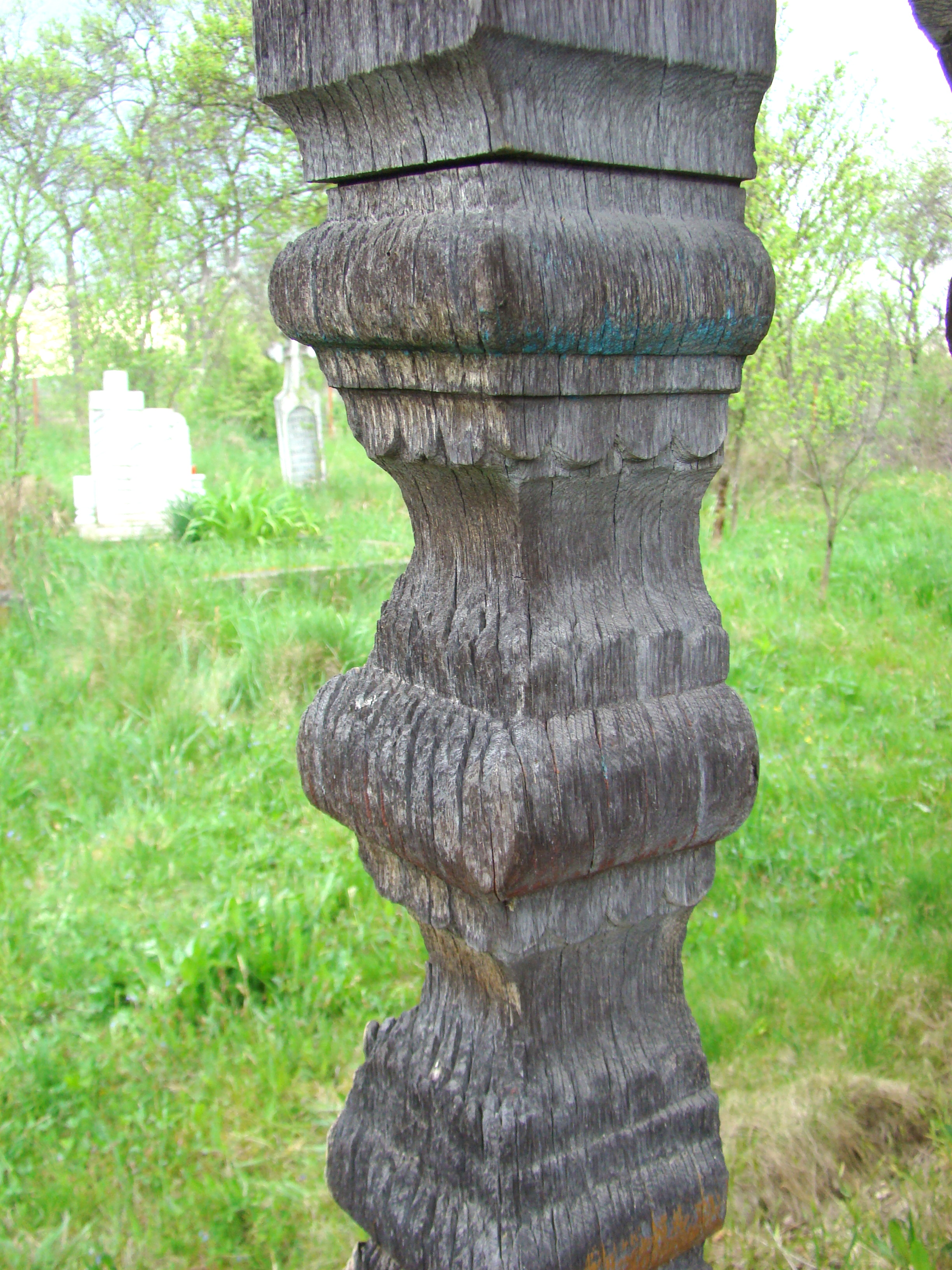
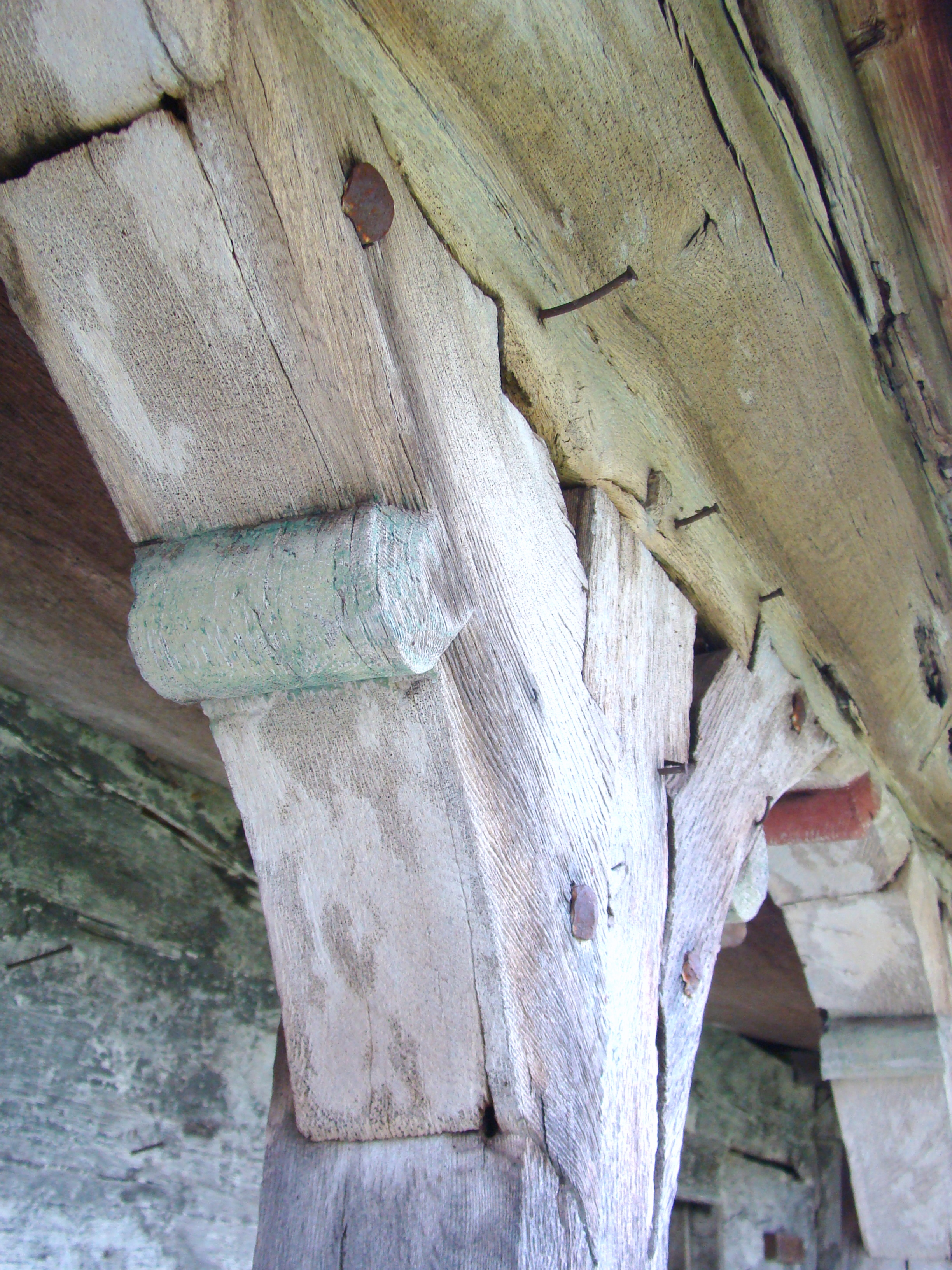
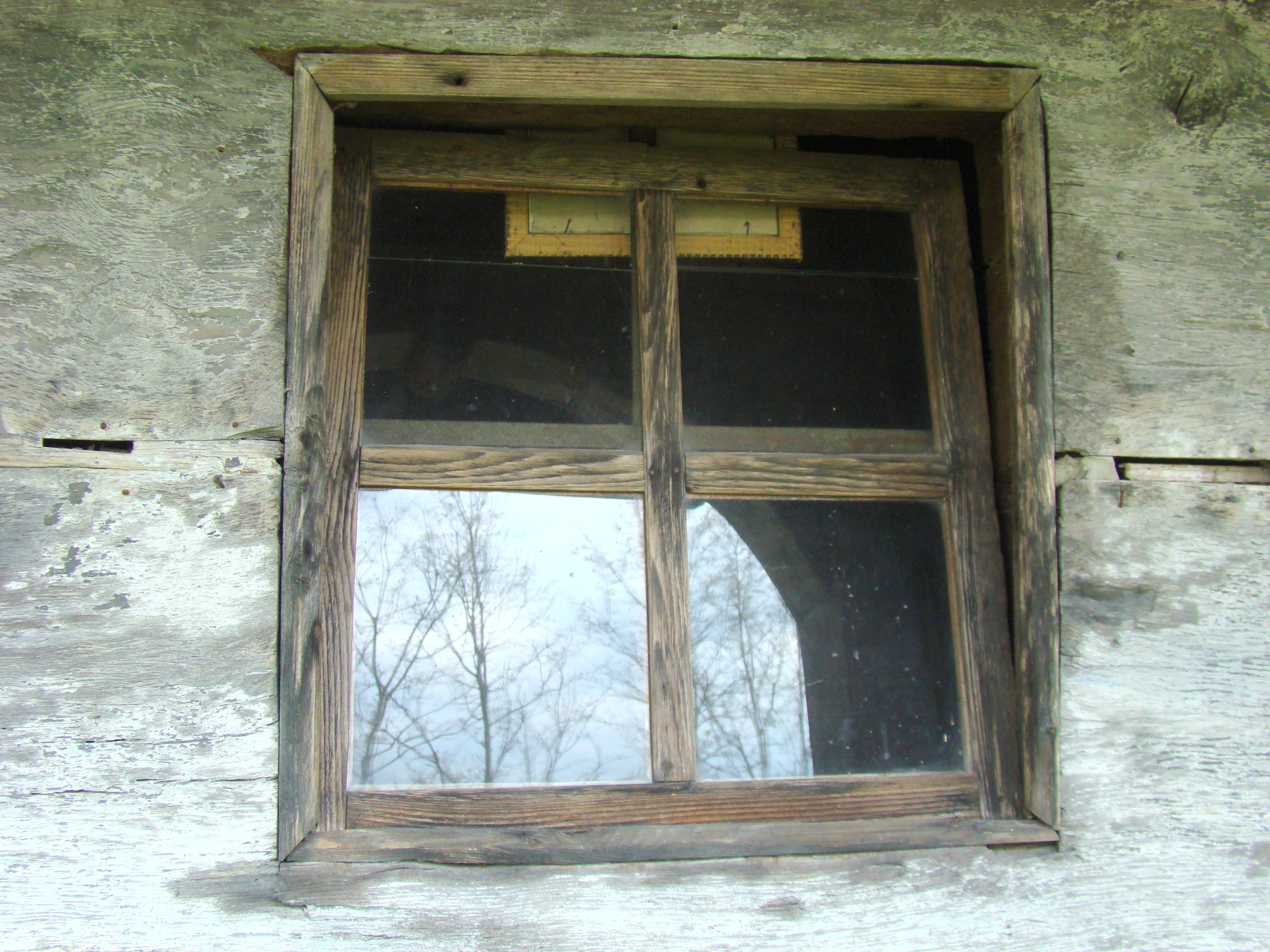
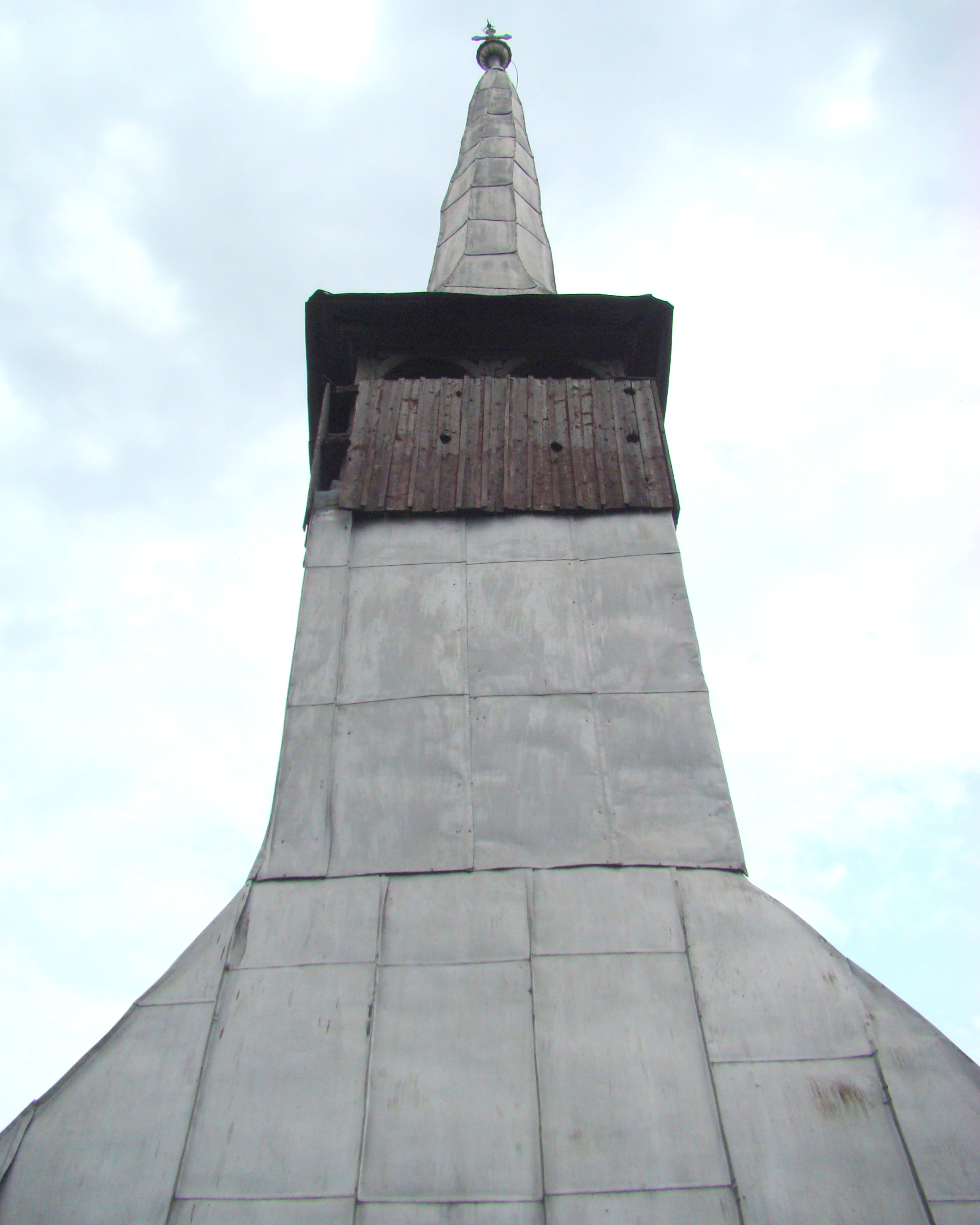
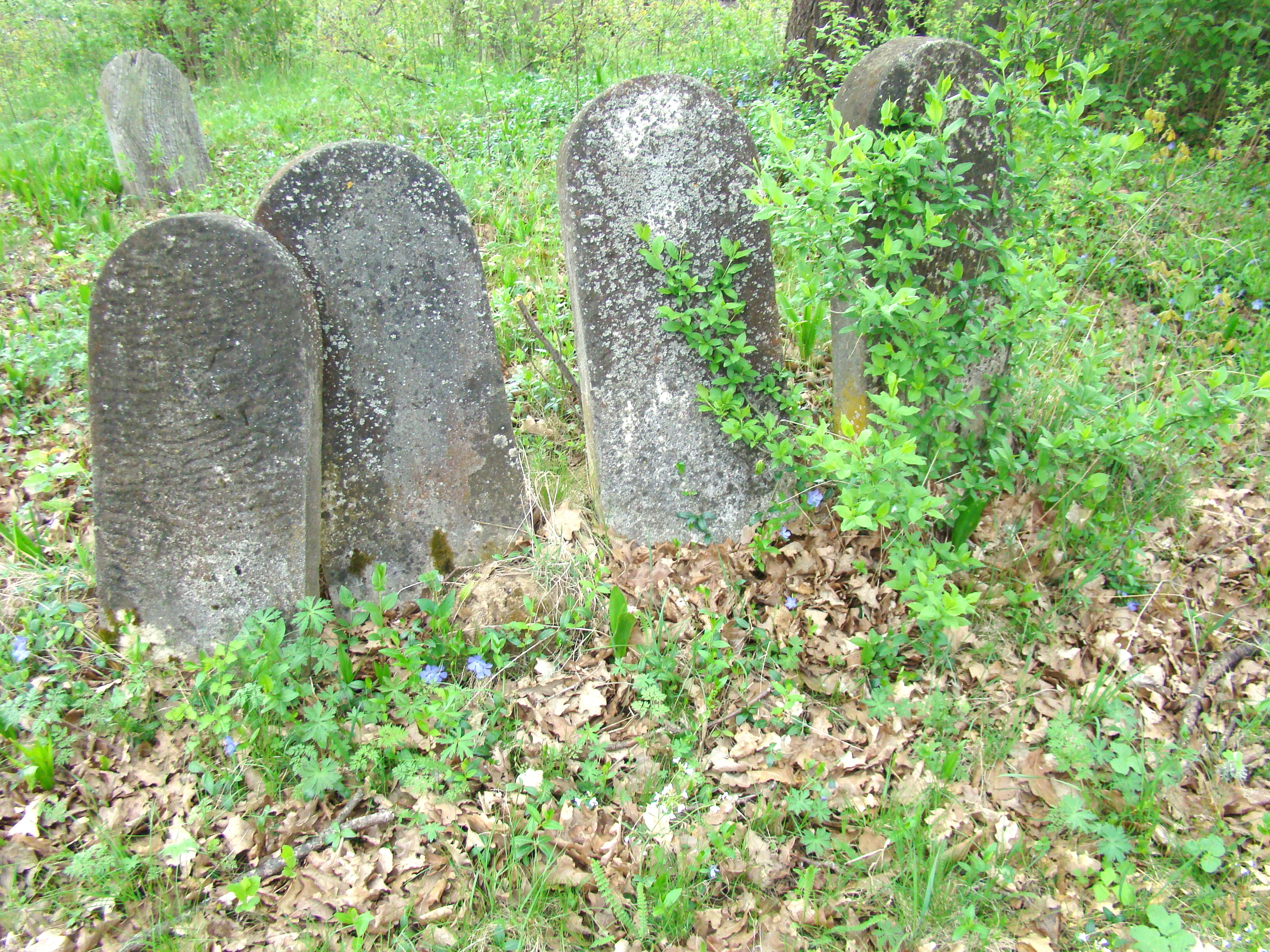
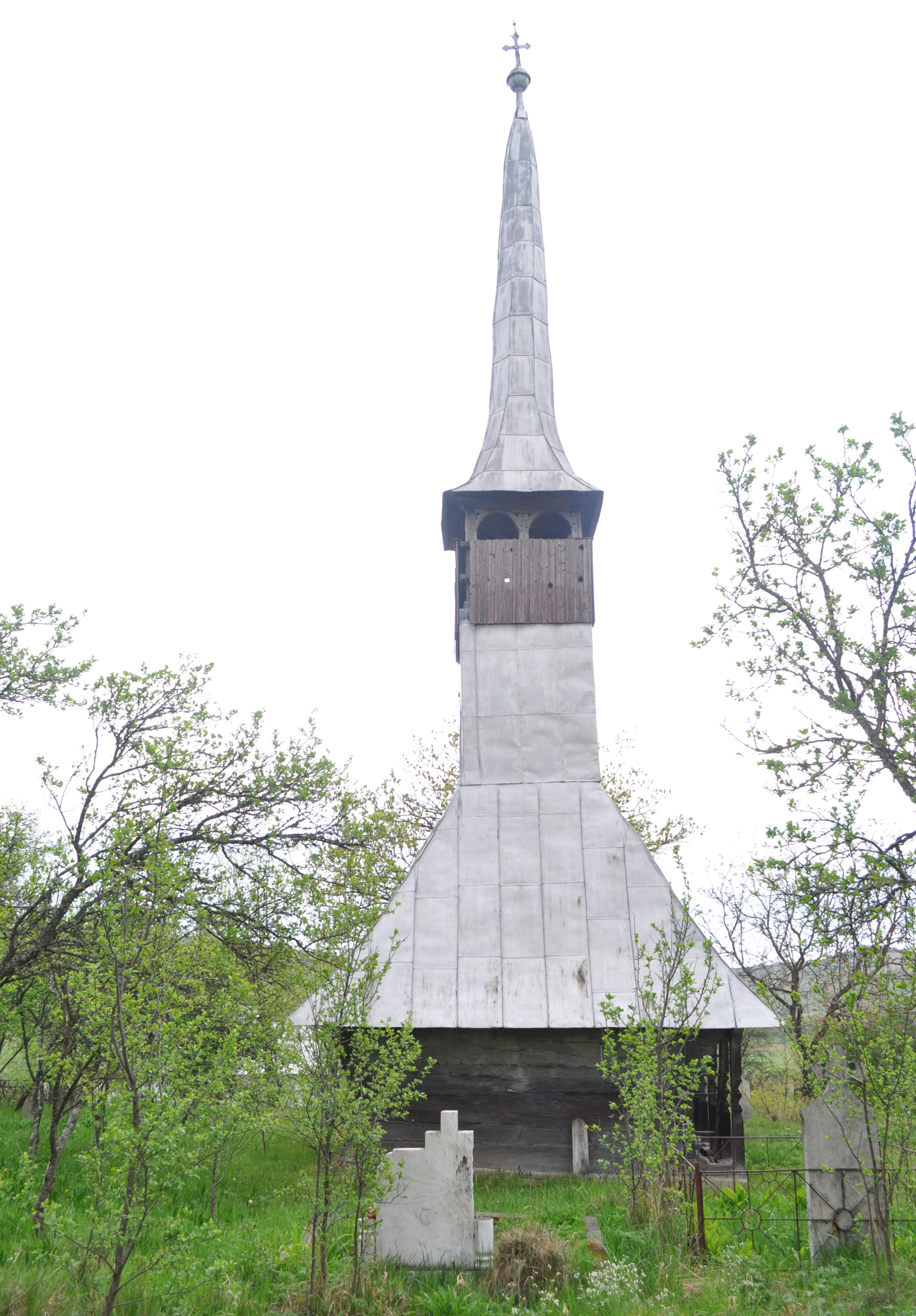
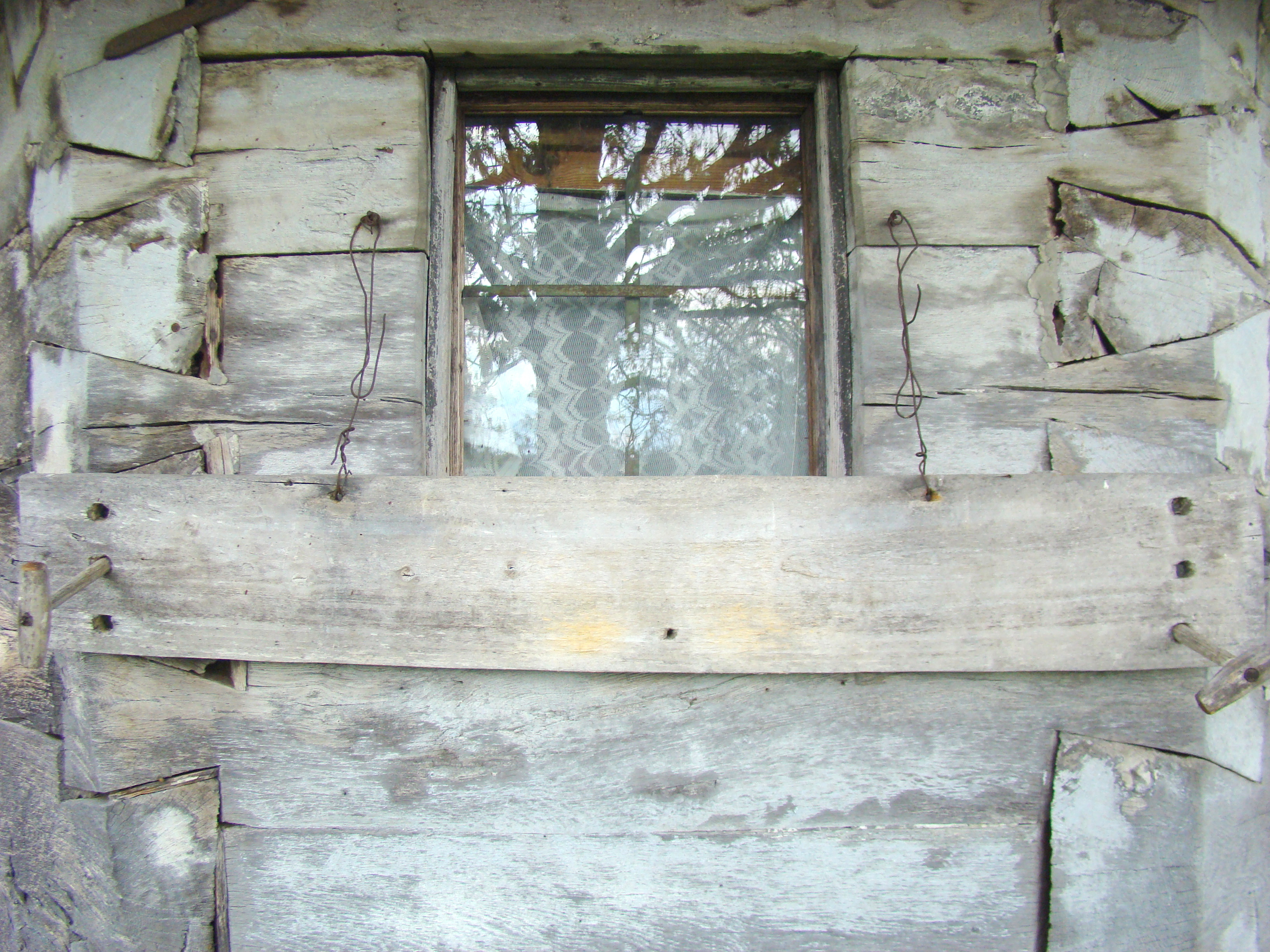
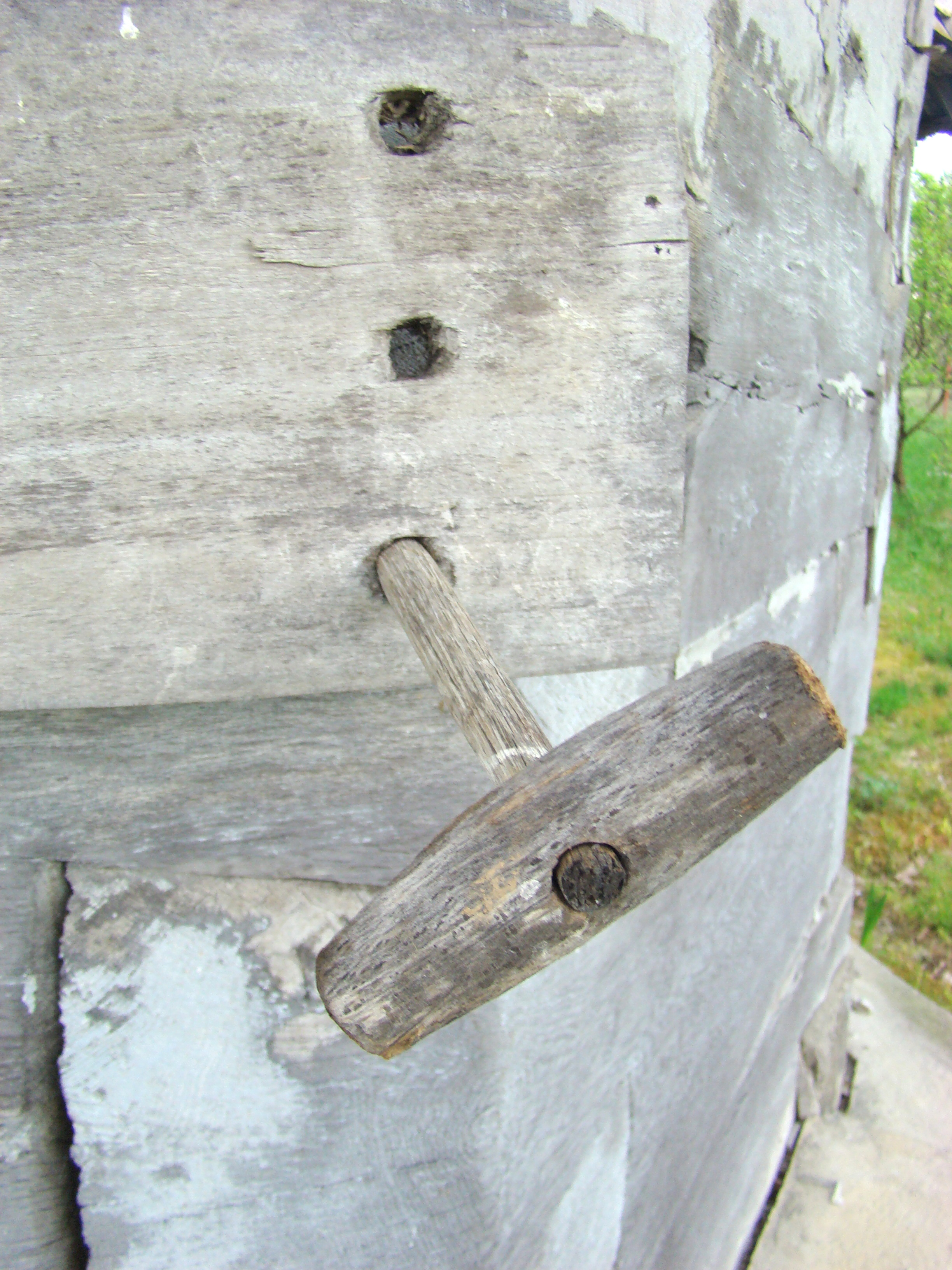
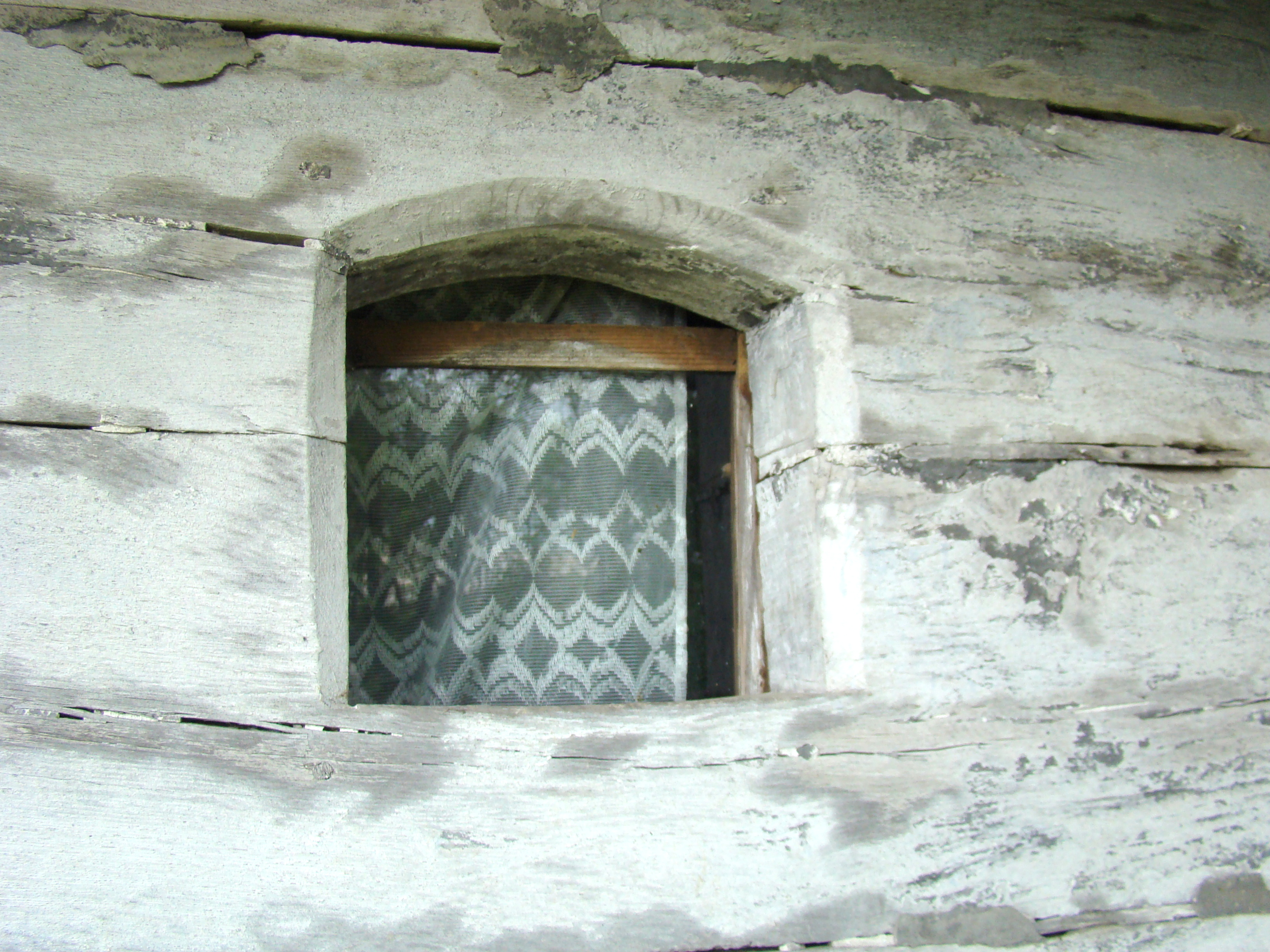

## Imagini din interior

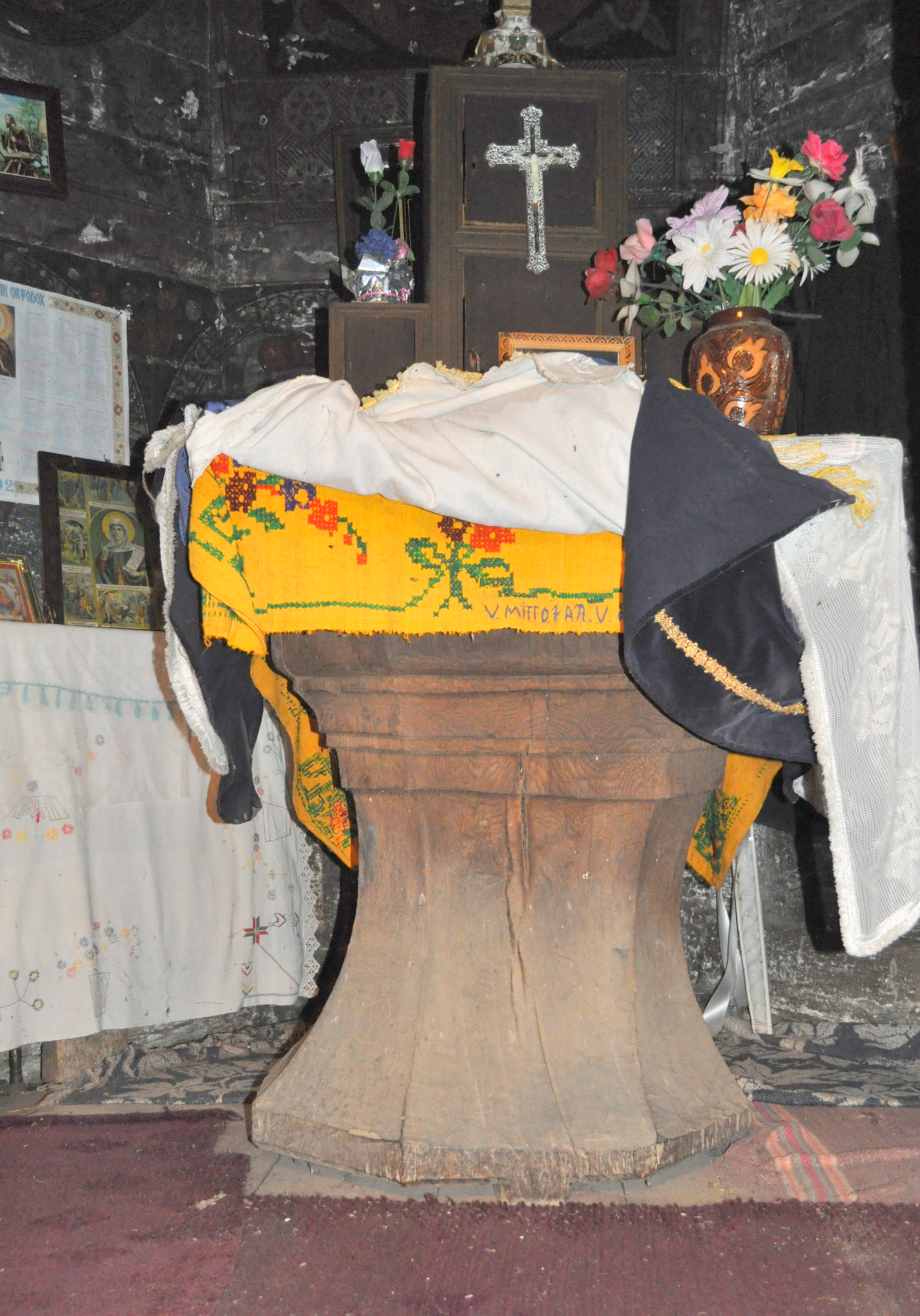
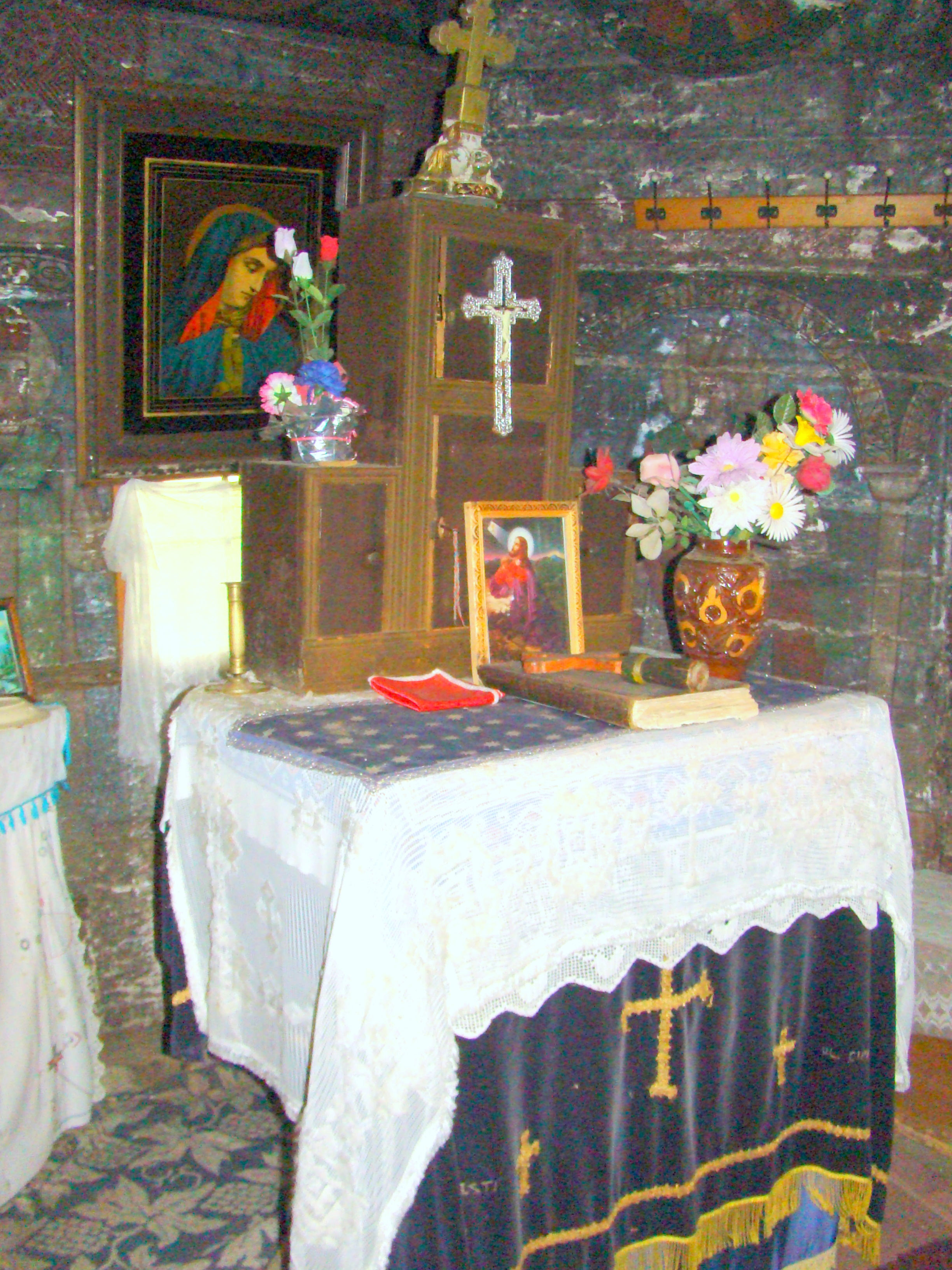
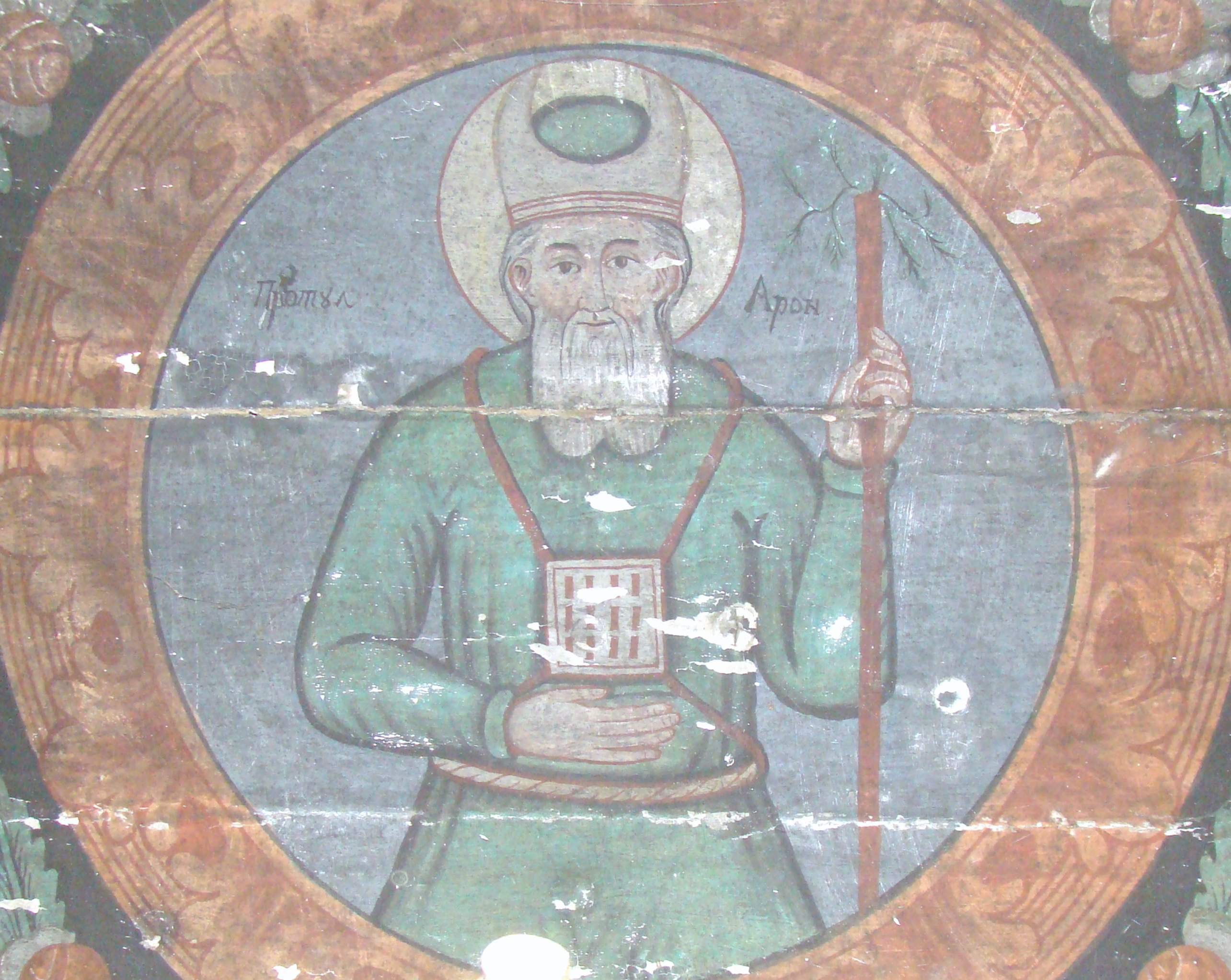
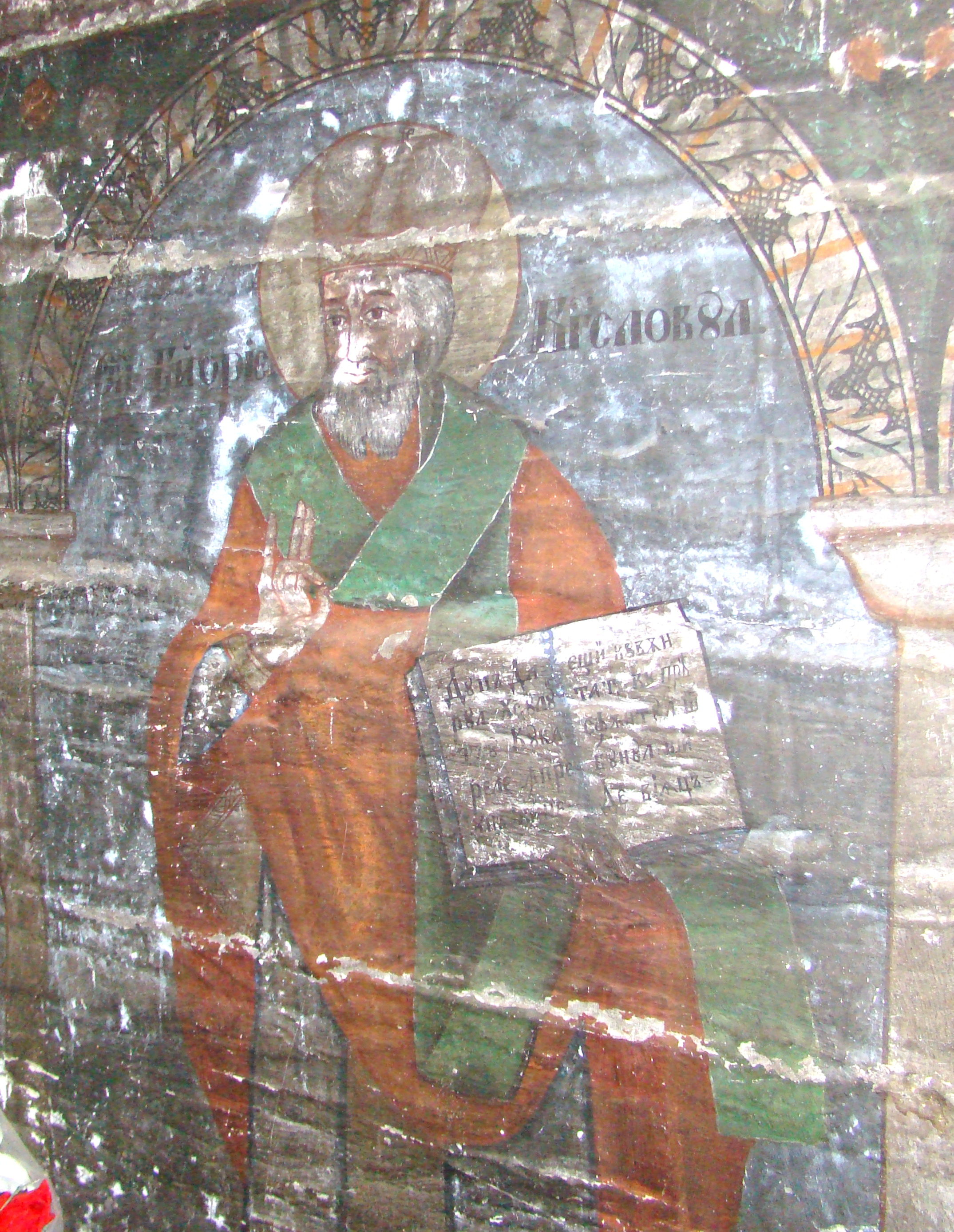
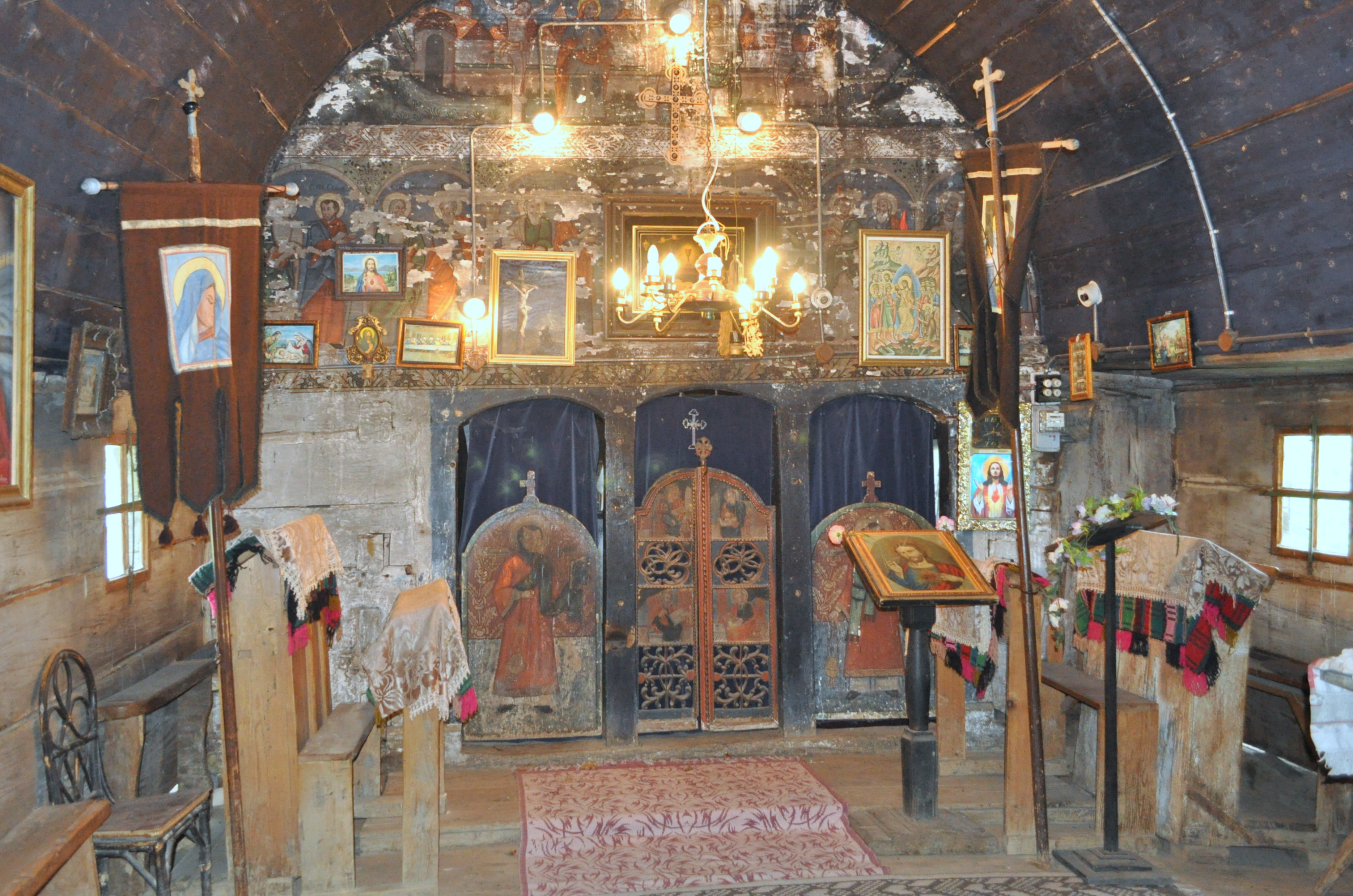
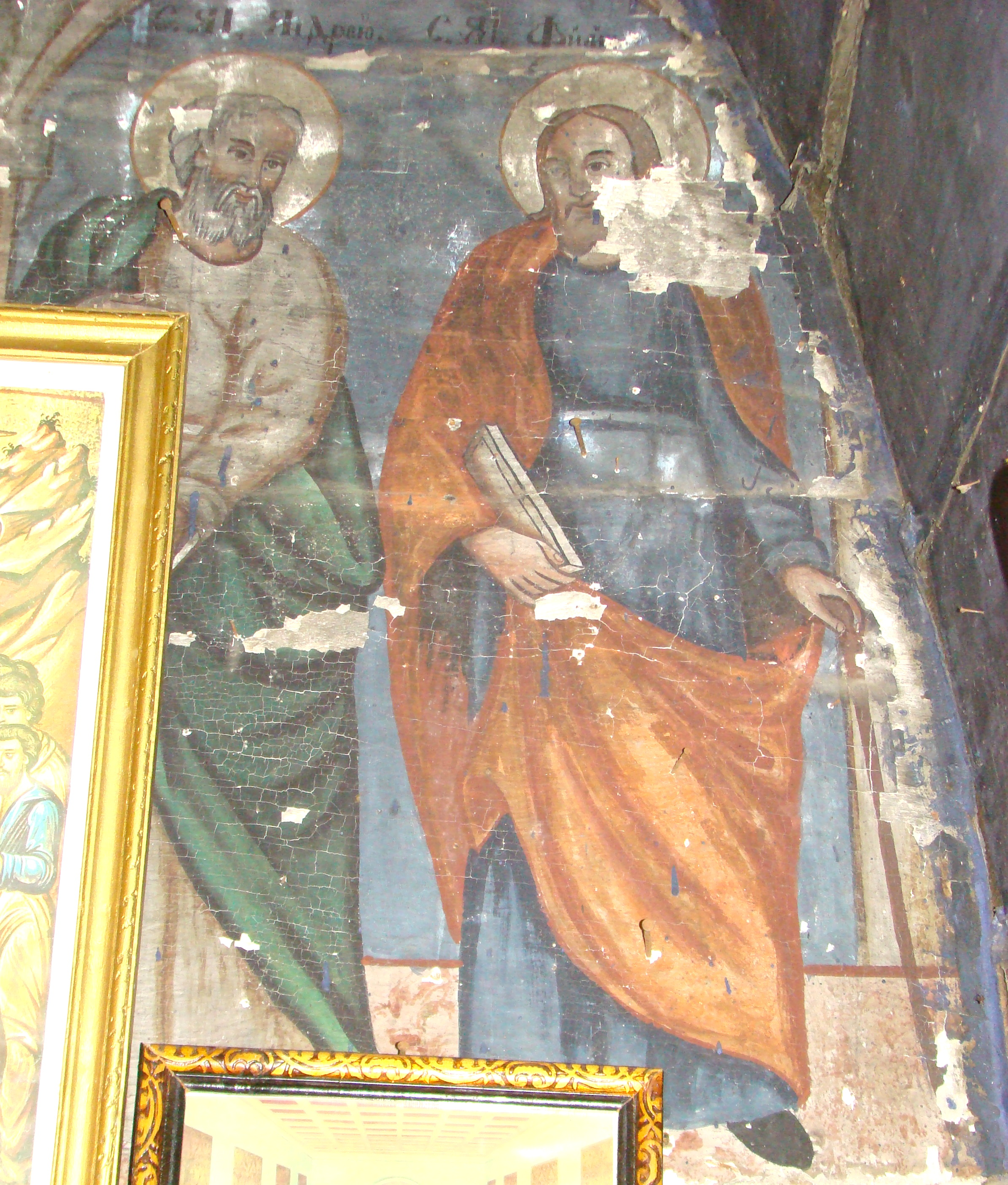
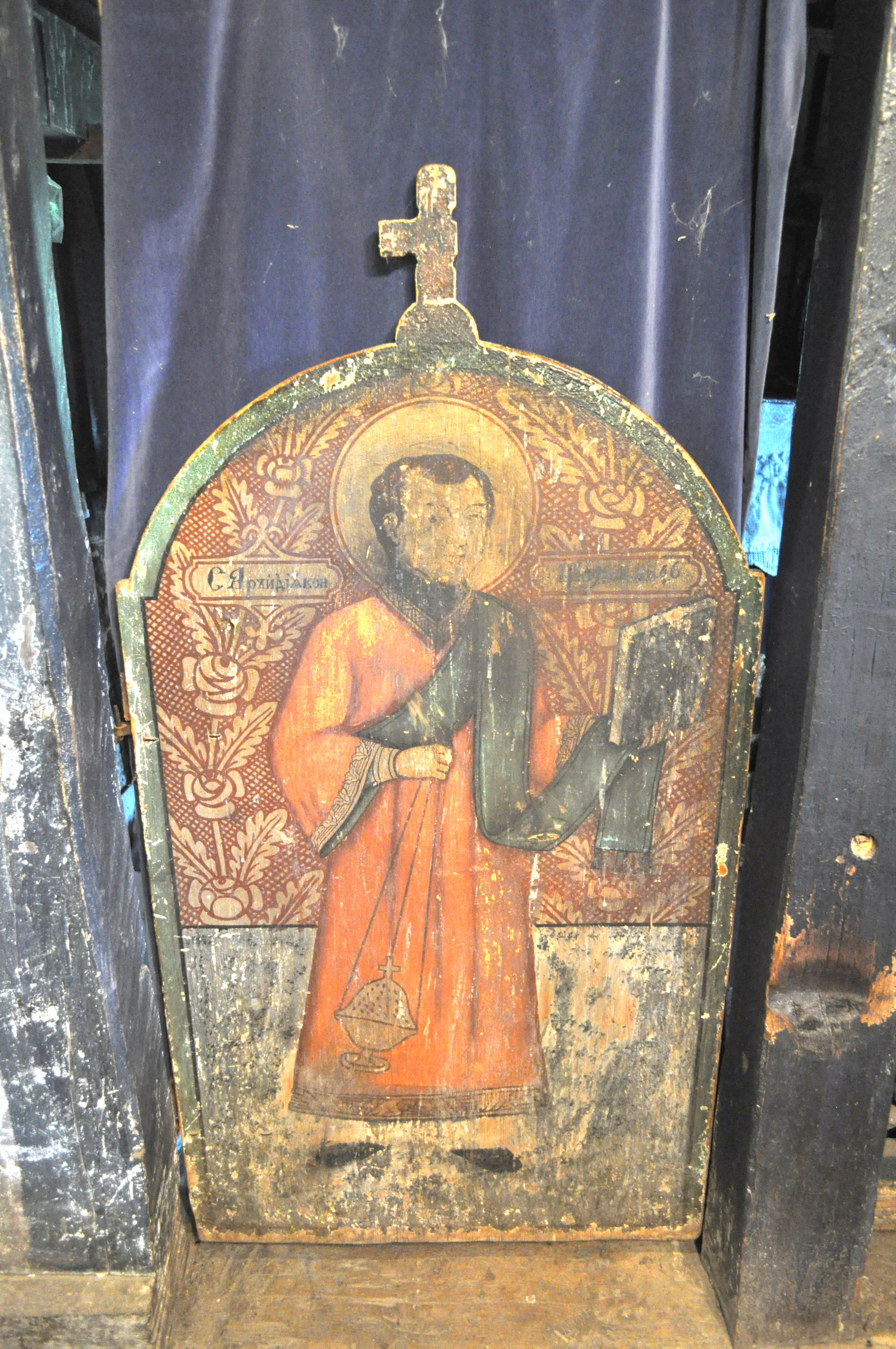
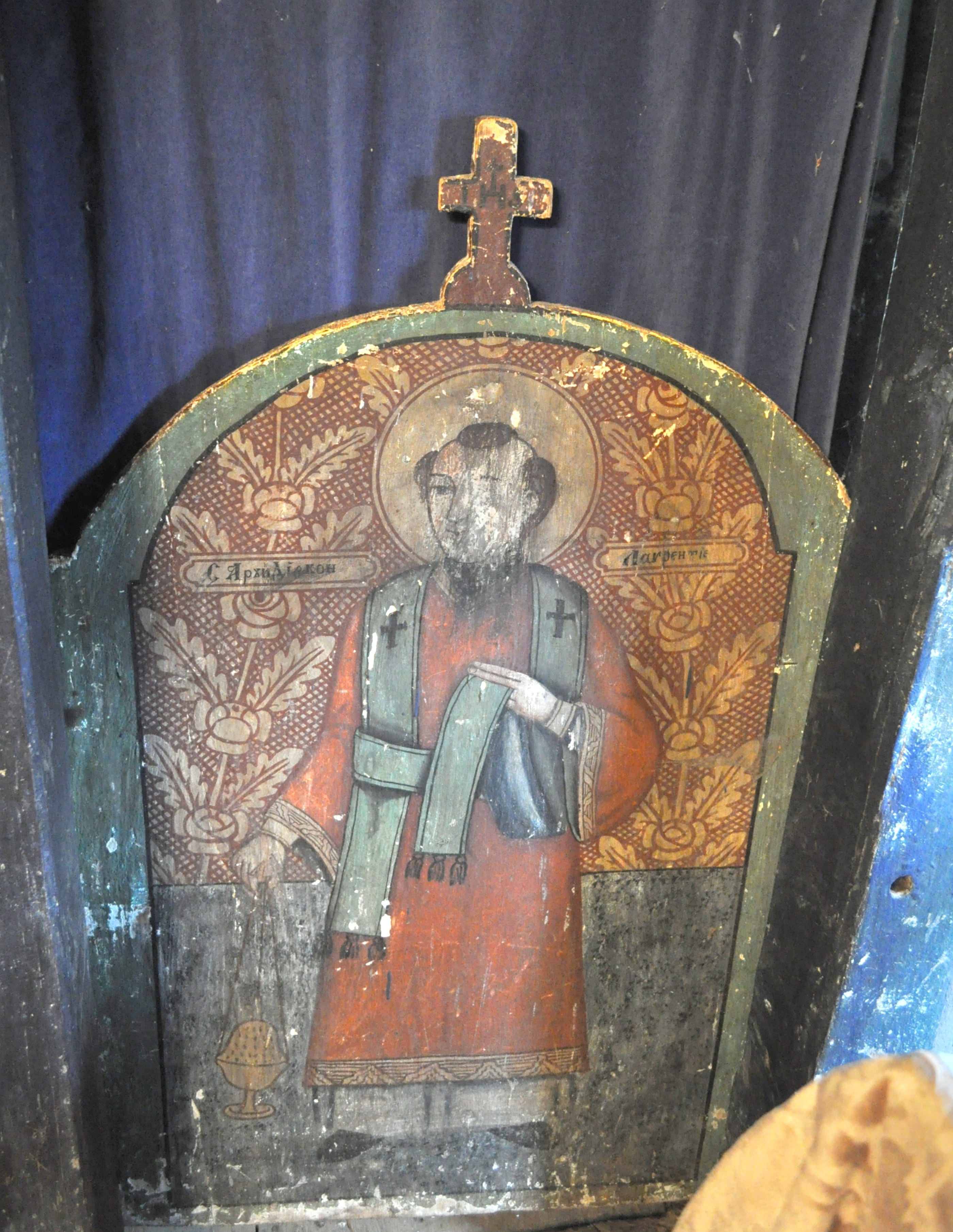
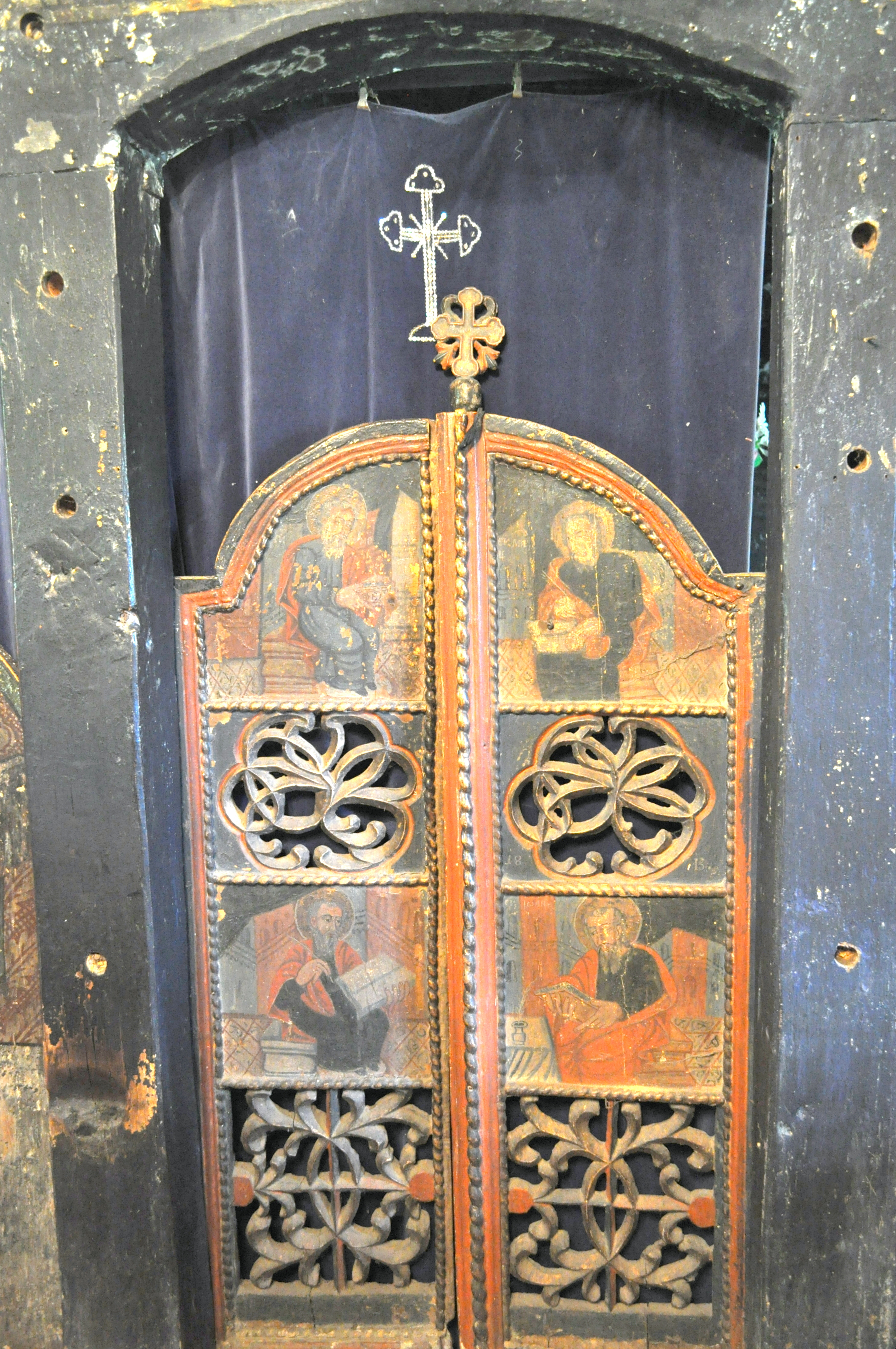
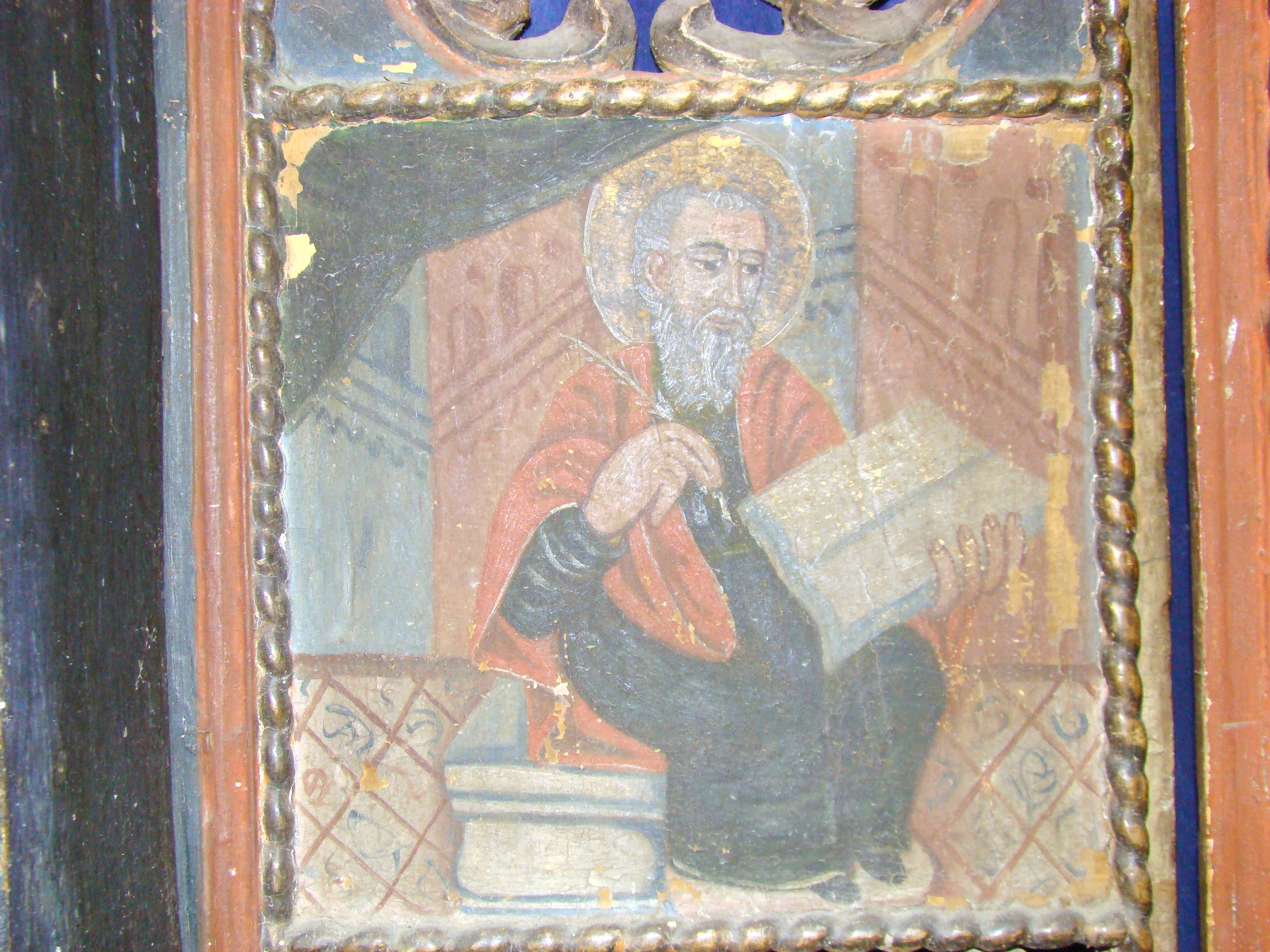
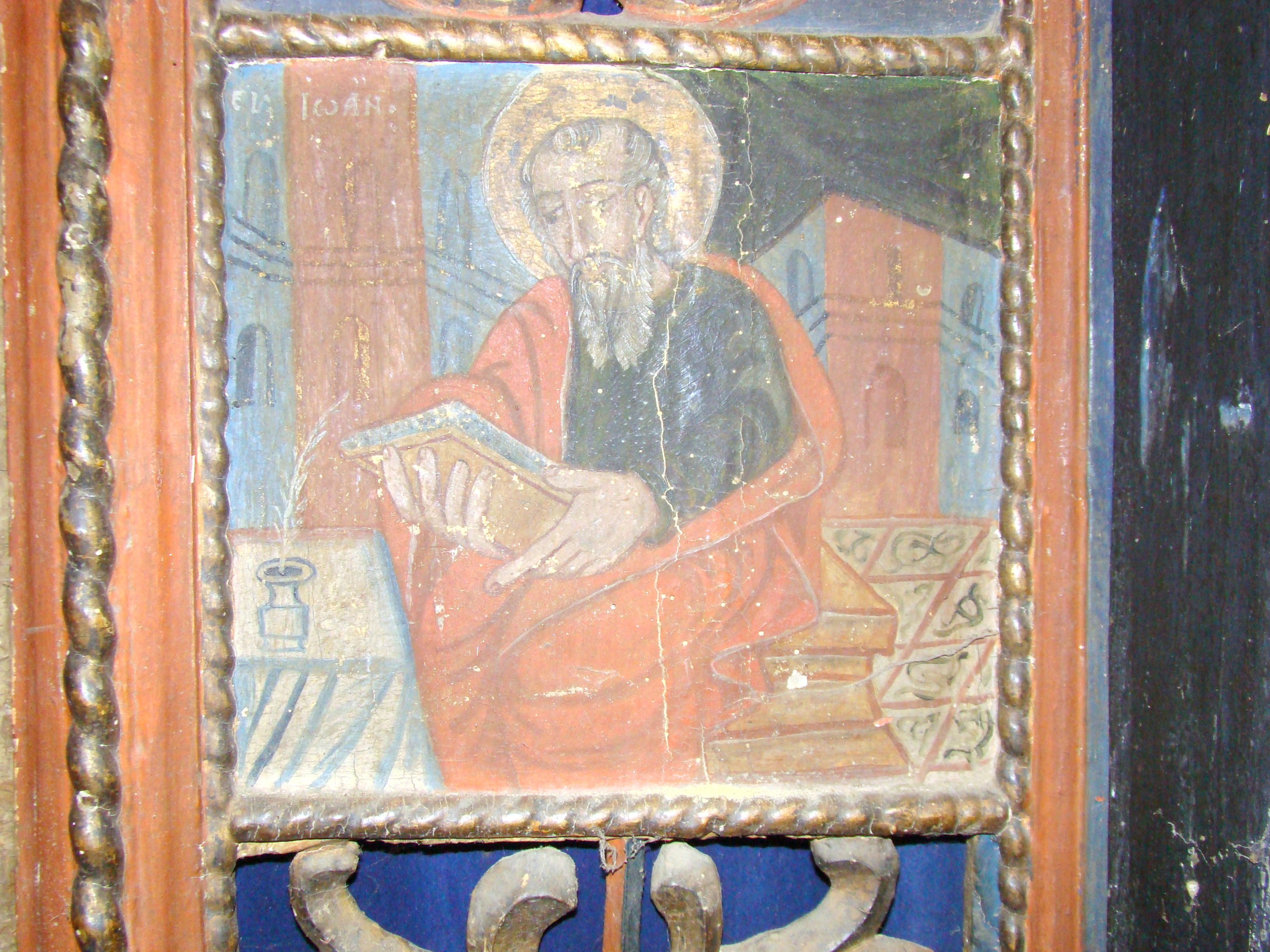
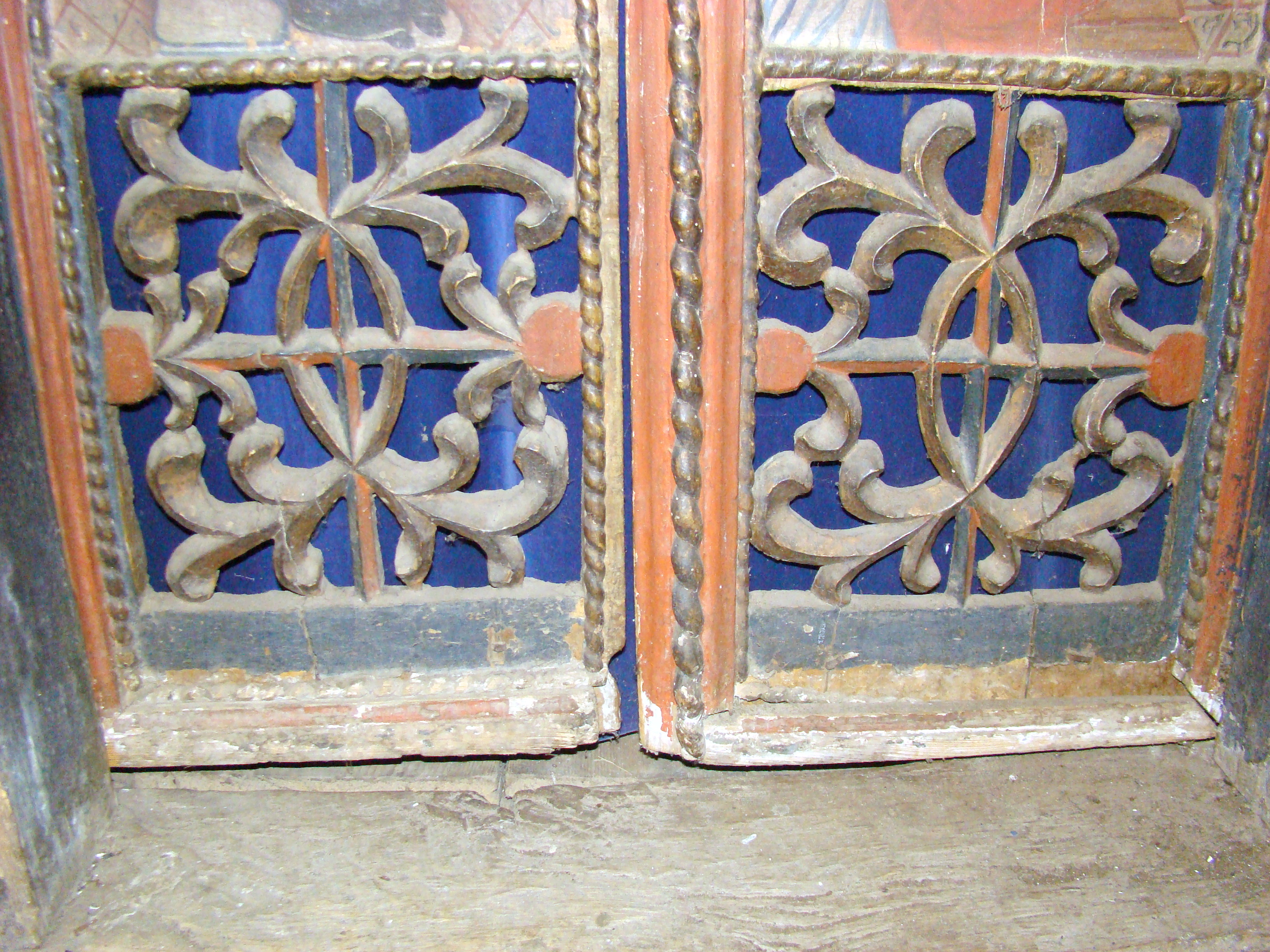
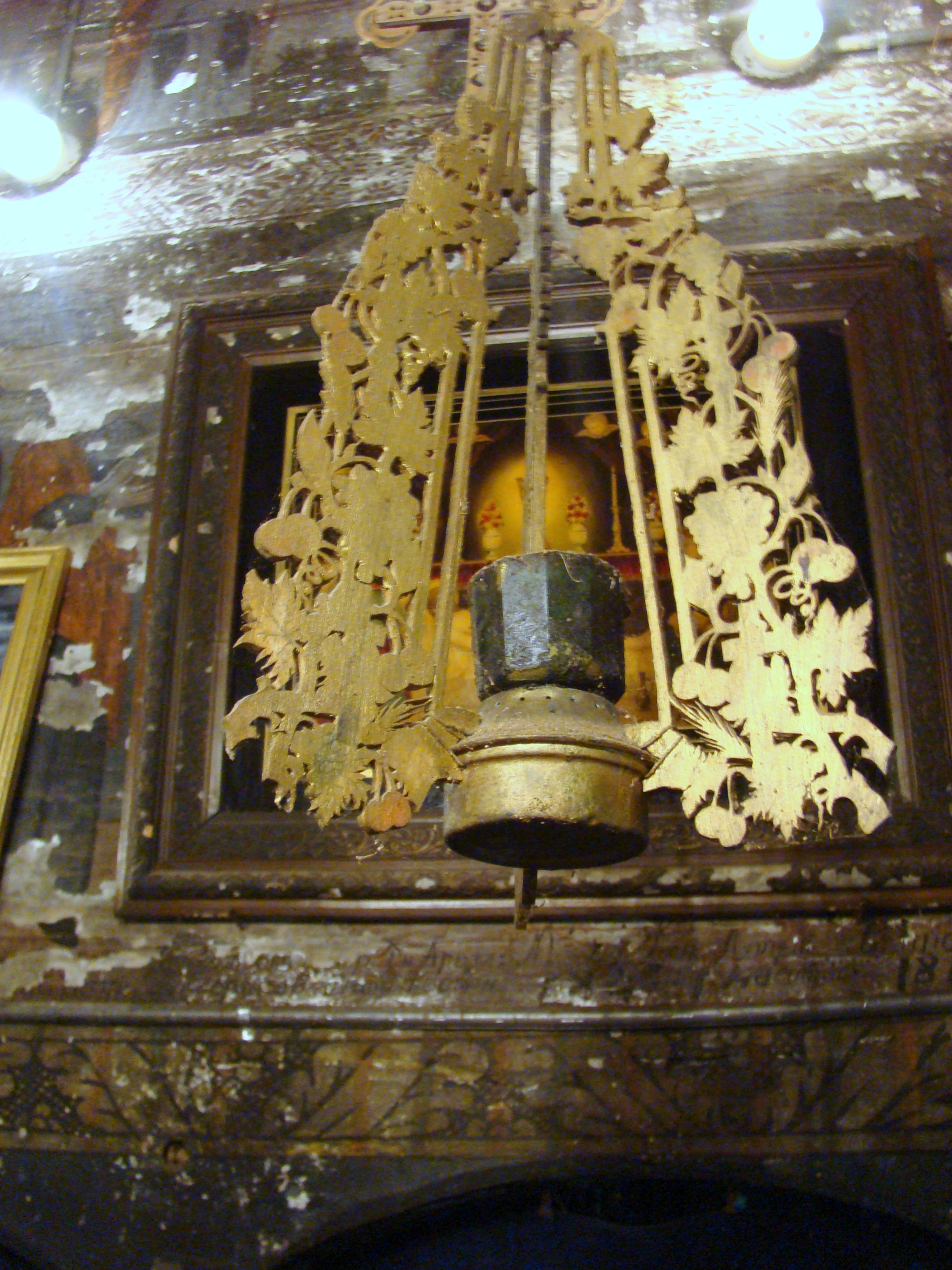
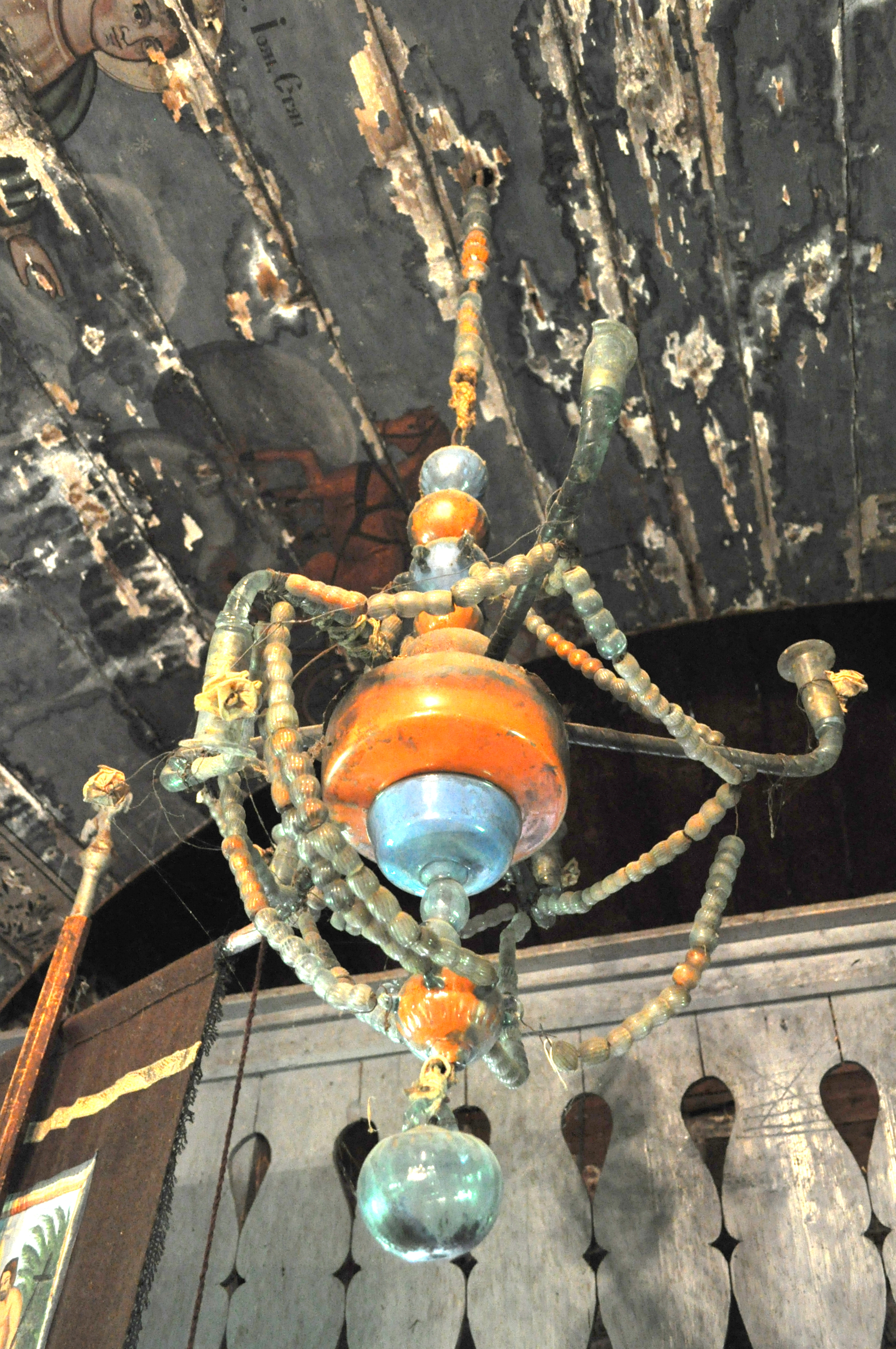
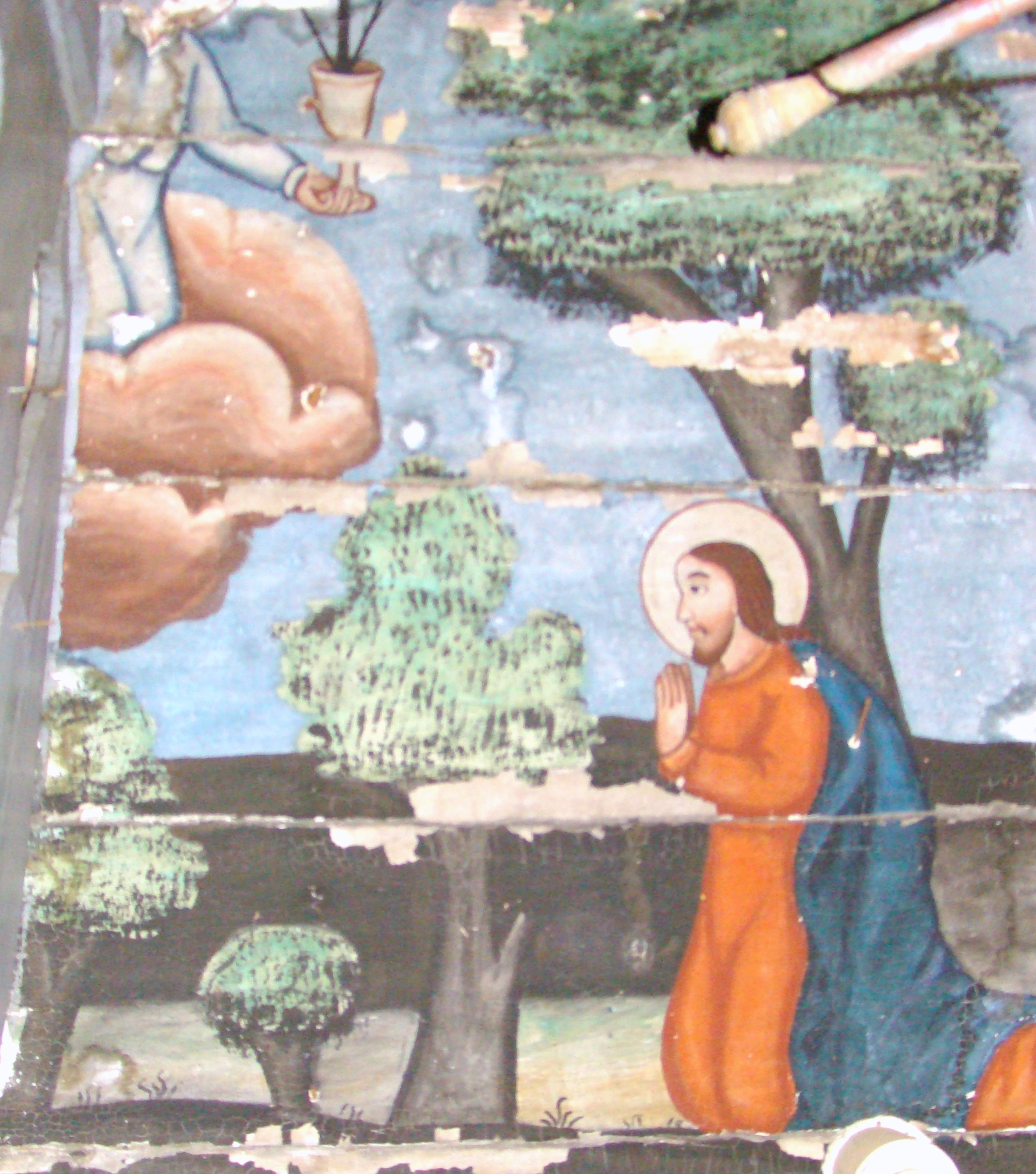
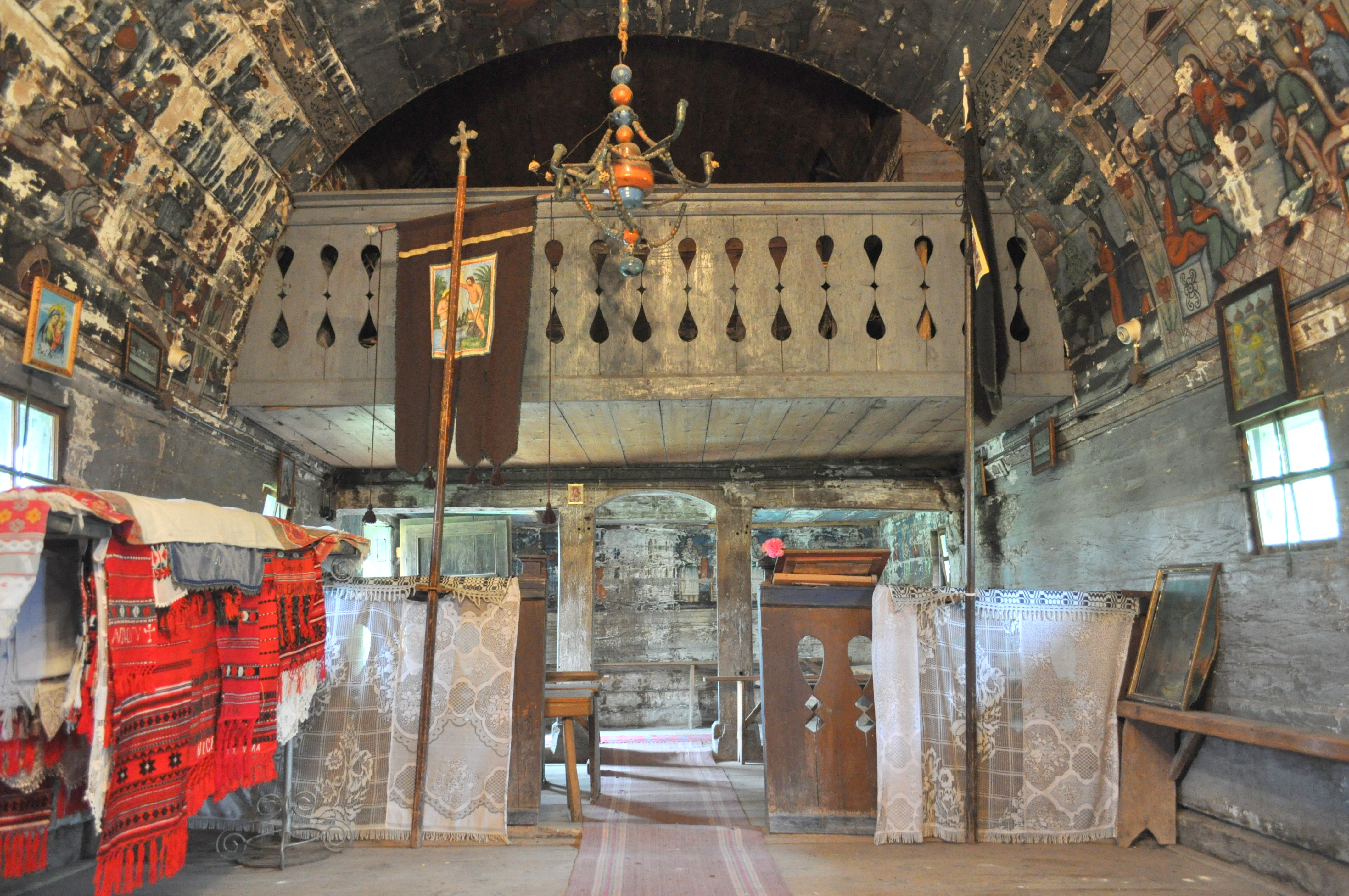
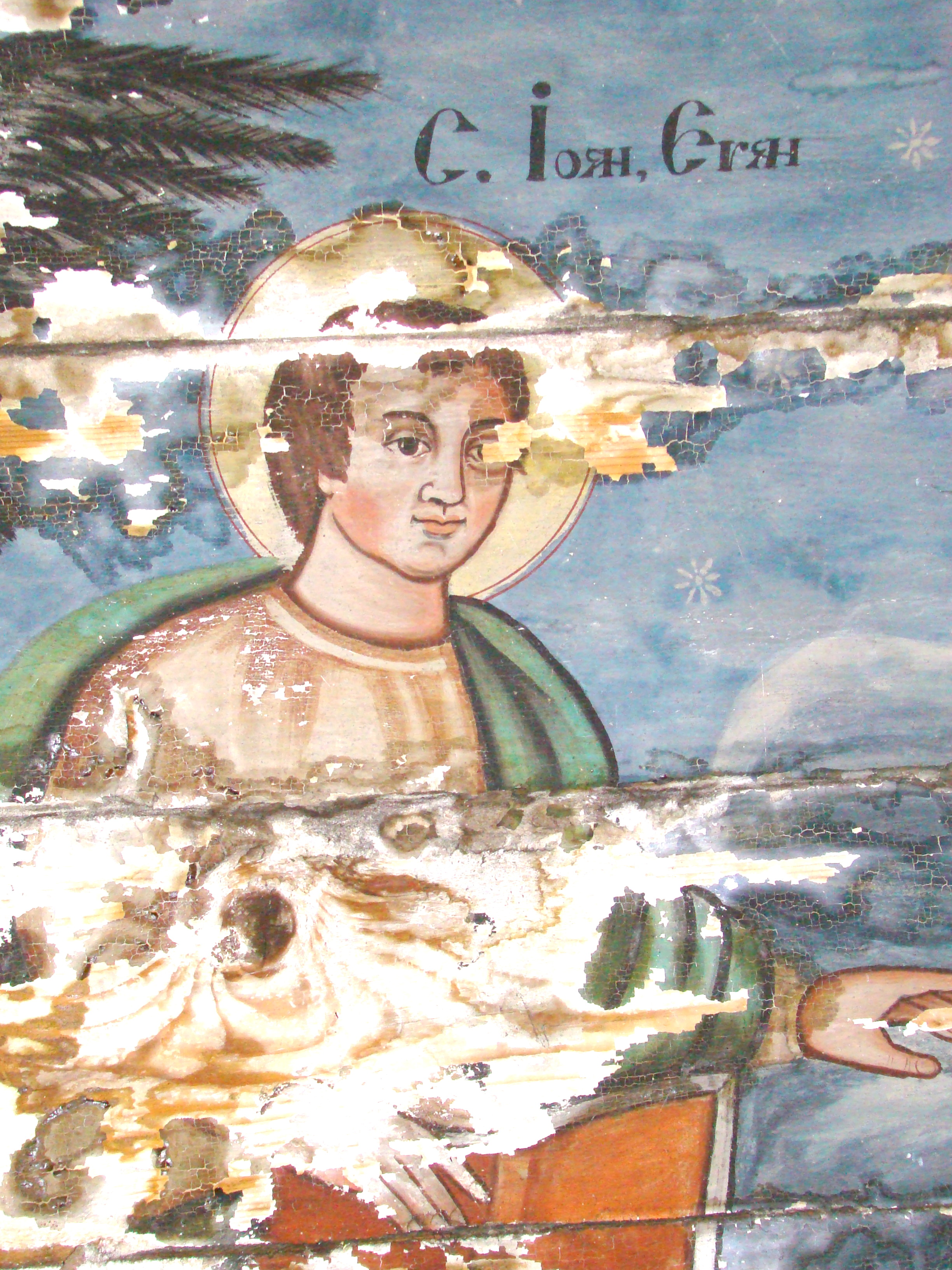
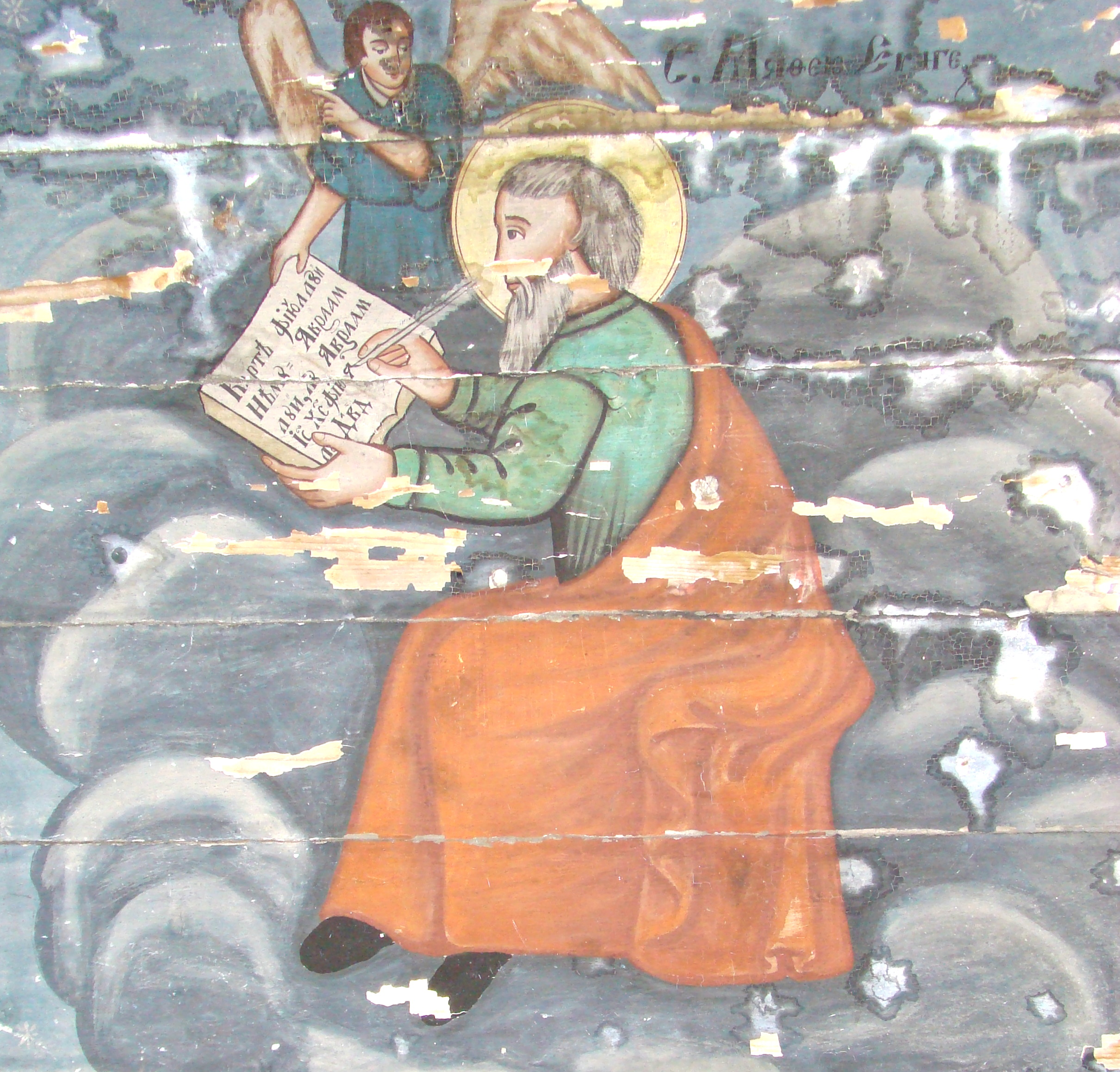
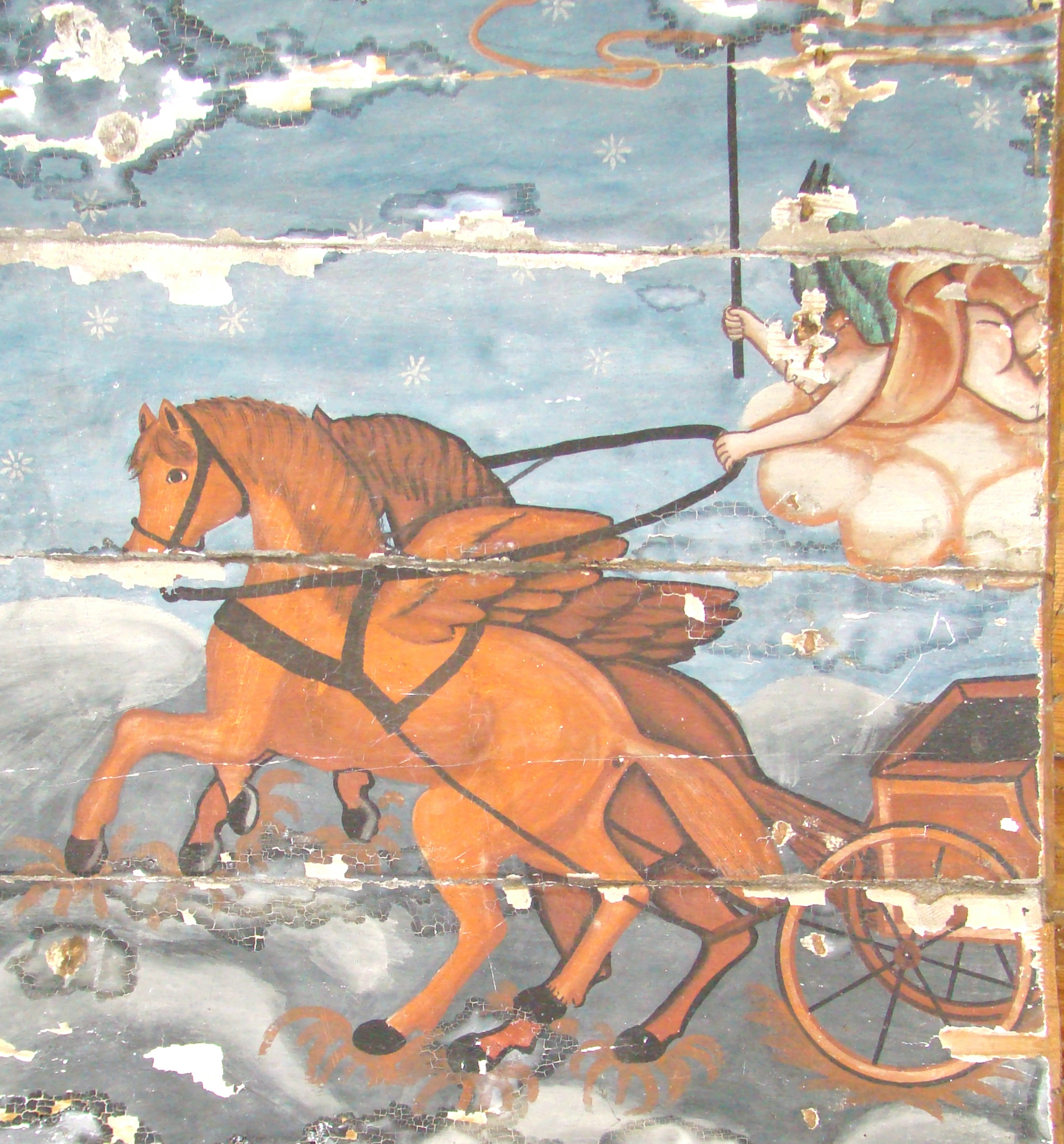
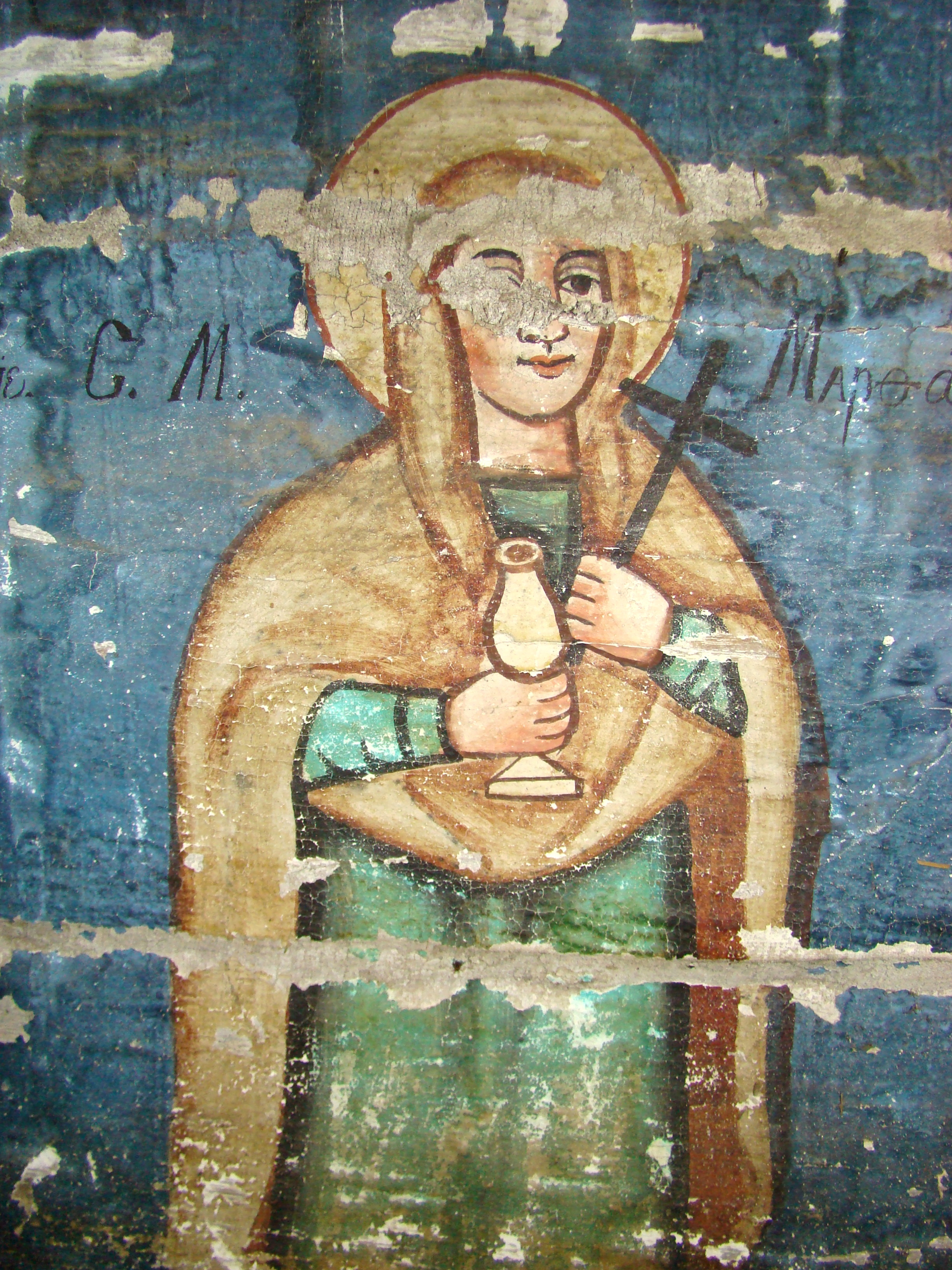
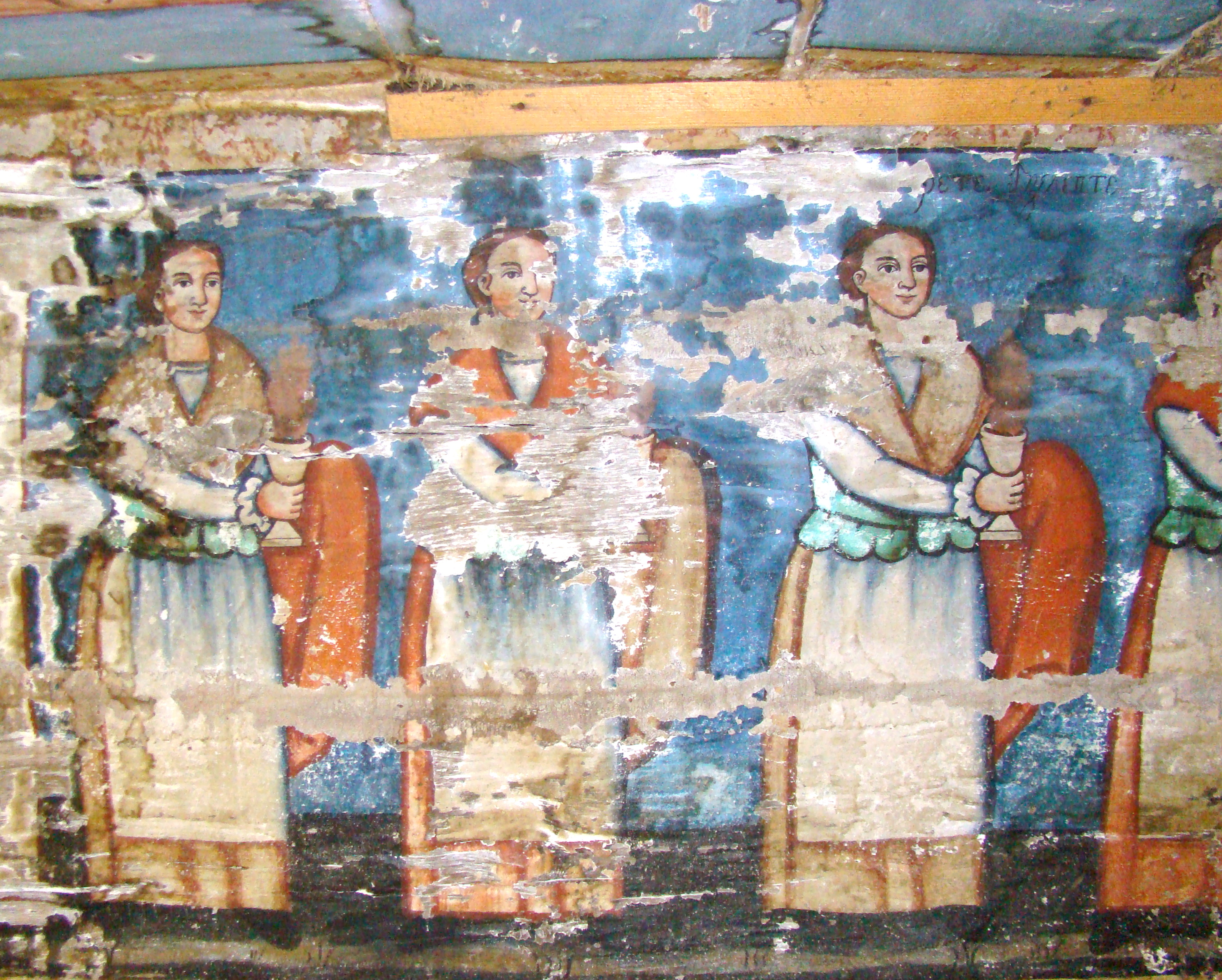
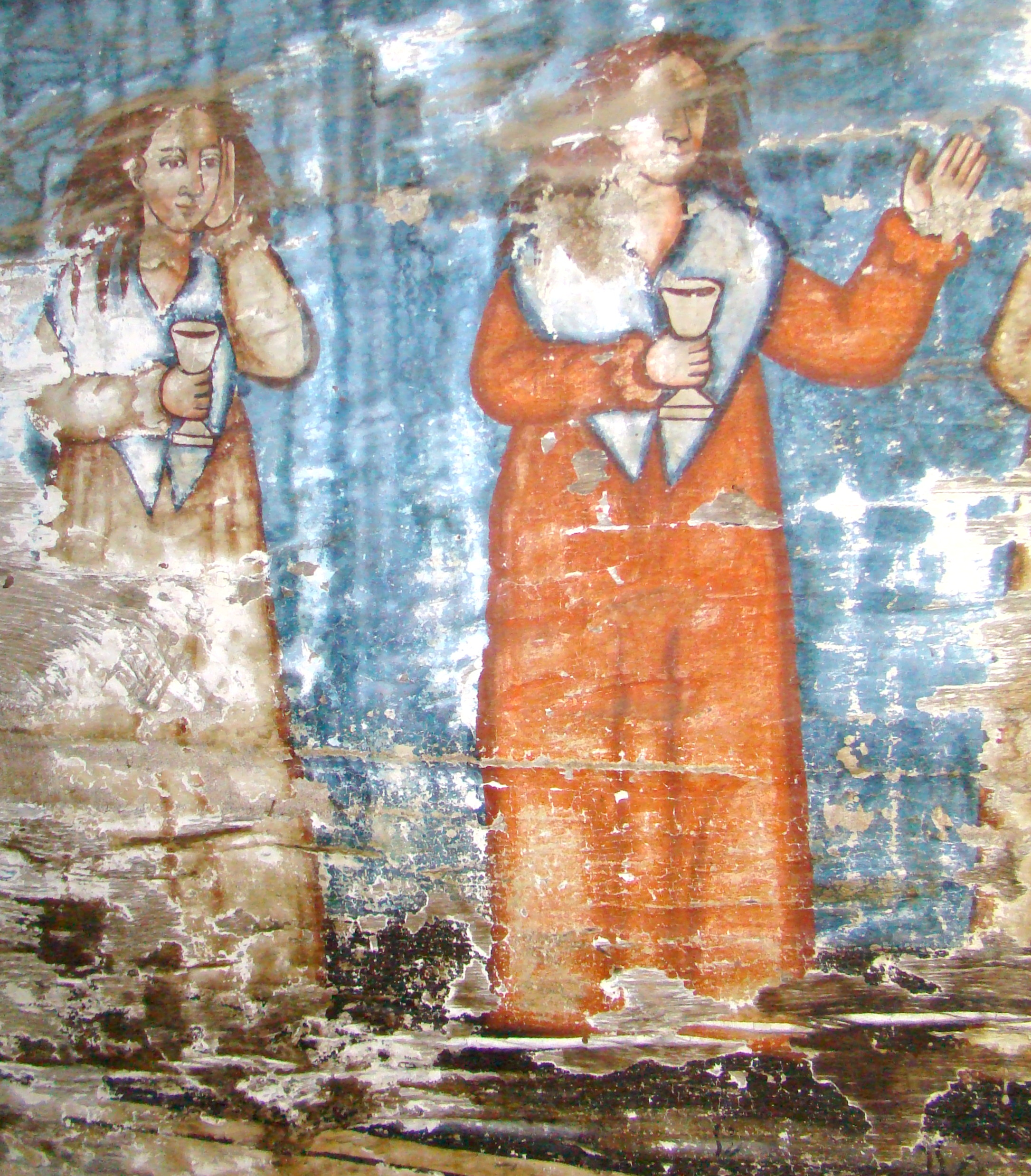
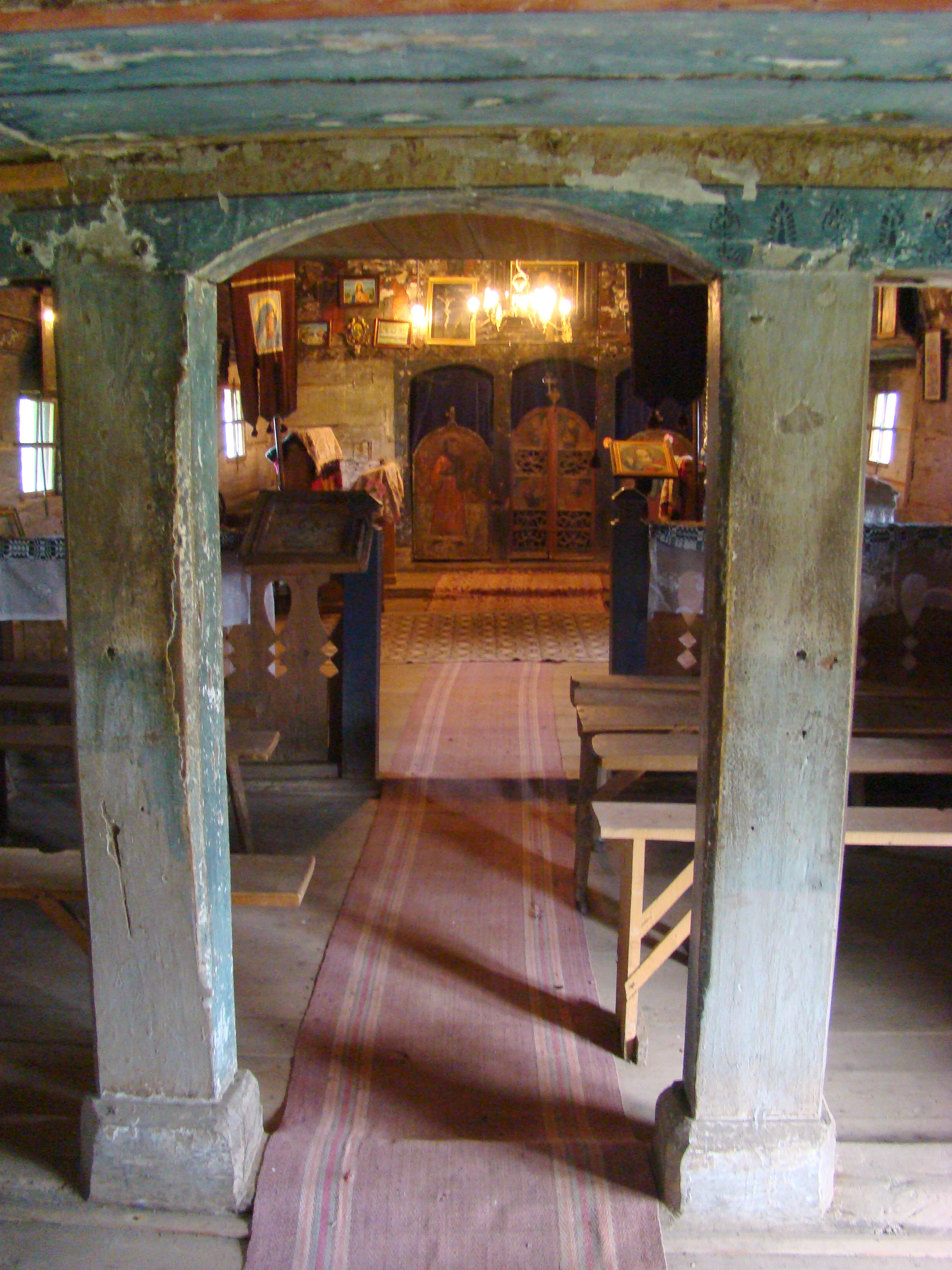
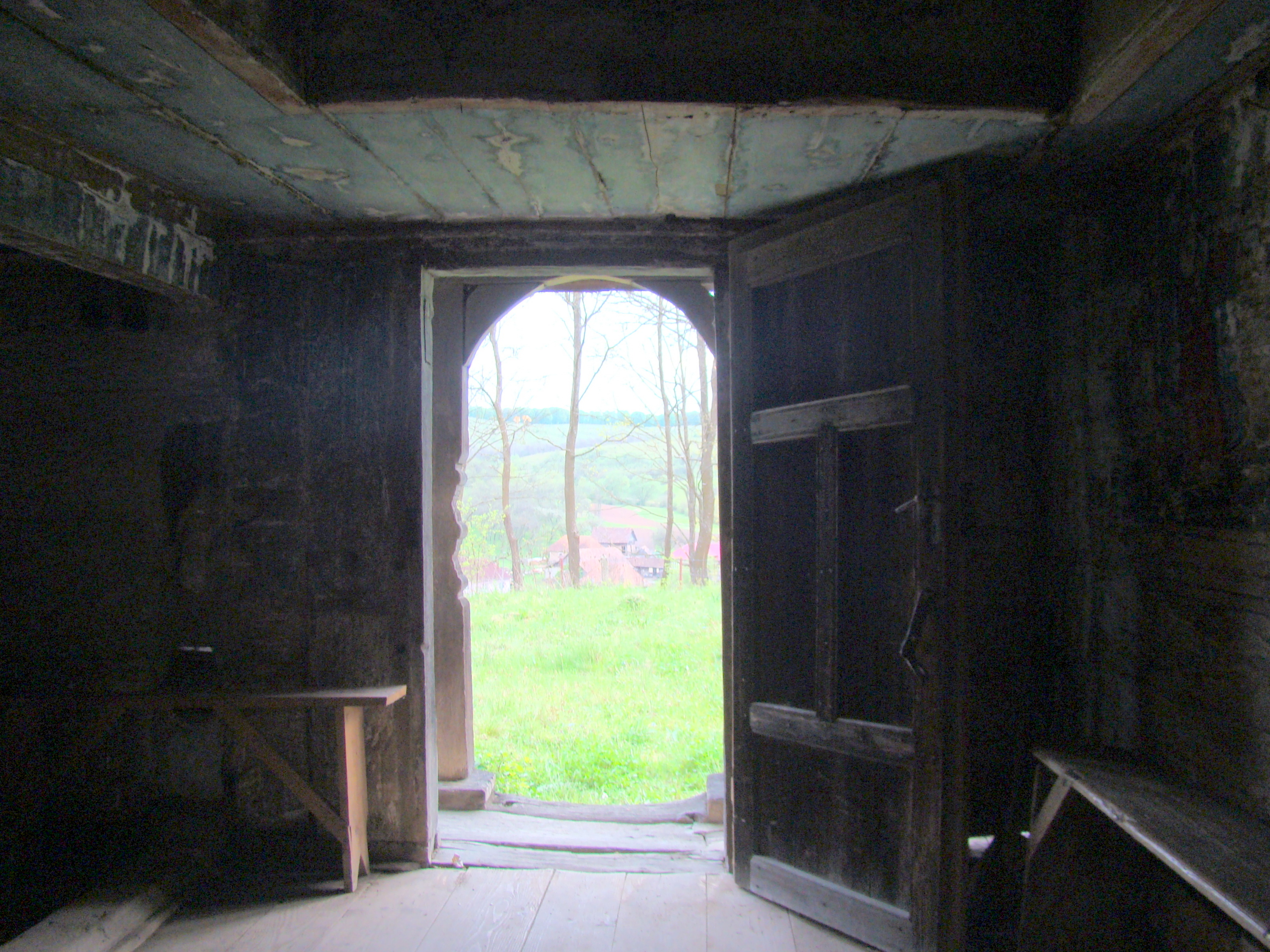